# Socii e foederati
Con il termine socii, foederati o civitates foederatae, si indicavano i popoli o le città legate a Roma da un trattato denominato foedus.

## Origine del termine
Con il termine foederati o foederatae civitates si indicavano i popoli o le città legate a Roma da un trattato denominato foedus. Prima della fondazione di Roma si era creata nel Lazio una confederazione di città latine con capitale Alba Longa, aventi una comunanza di lingua, religione e costumi. Il cittadino, ove si trovasse in ciascuna delle città federate, godeva degli stessi diritti e doveri:
- ius hospitalitatis (migrationis): il cittadino federato aveva il diritto di essere accolto e rispettato in ogni città federata, e in generale godeva degli stessi diritti e doveri del cittadino di quella città, tranne che per casi particolari;
- ius commercii: ogni cittadino federato poteva commerciare liberamente e aveva diritto di proprietà in ciascuna città federata come se fosse la propria;
- ius connubi: ogni cittadino federato poteva sposarsi con qualunque donna della federazione e parimenti godeva della paternità della propria prole;
- ius reciperationis: qualora un cittadino federato vedeva lesi i propri diritti, poteva invocare una riparazione e una protezione per il futuro.[1]

## Evoluzione del significato

### Età repubblicana
Sin dagli albori Roma si trovò in conflitto con la confederazione dei latini. Sconfitta dapprima Alba Longa sottomise via via tutte le città confederate, dominando alla fine l'intero Lazio. In seguito Roma continuò a rispettare i privilegi dei latini tramite lo ius Latii, mettendosi semplicemente a capo di essi.
Dopo la sconfitta dei sanniti, di Pirro, e dell'annessione della Gallia Cisalpina, Roma controllava l'Italia intera.
Tutti i popoli italici vennero federati e considerati socii populi romani. I latini preservavano però la loro peculiarità anche nel nome, essendo distinti quando appellati nell'insieme, e cioè come socii et nomen latinum, ossia “i soci (italici) e il popolo latino”. La maggior parte delle città latine erano rette dello ius Latii, mentre, ad altre, era stata concessa la piena cittadinanza romana (optimo iure), o in alcuni casi la civitas sine suffragio, ossia la cittadinanza romana ma senza la possibilità di voto.
Quindi, inizialmente, al principio dell'età repubblicana, internamente all'Italia, i socii potevano essere distinti in due categorie ben definite: i socii Latini nominis erano gli alleati che facevano parte della Lega Latina, distinti a loro volta dai restanti socii italici.
Di diversi privilegi godevano anche le colonie a seconda che fossero romane (rette dal diritto romano) o latine (rette dallo ius Latii). Il diverso grado di privilegi concessi da Roma alle città italiche diede luogo a risentimenti e rivendicazioni che sfociarono nella guerra sociale (91-88 a.C.).
Nel corso di questo conflitto furono emanate due leggi che portarono alla concessione della cittadinanza romana a tutti gli abitanti dell'Italia: la Lex Iulia de civitate latinis et sociis danda del 90 a.C., la quale concedeva la piena cittadinanza romana a tutti i latini ed ai restanti socii italici rimasti fedeli o che avessero deposto le armi, e la Lex Plautia Papiria dell'89 a.C., che concesse, in maniera complessiva, la piena cittadinanza romana a tutti gli abitanti dell'Italia residenti a sud dell'Arno e del Rubicone (così come a quella parte di Cisalpini residenti a sud del fiume Po).
Precedentemente alla guerra sociale i socii italici avevano l'obbligo di rifornire l'esercito romano di truppe e navi ogni qualvolta fosse loro richiesto; in cambio, le loro comunità mantenevano le proprie leggi ed erano esentate da tributi economici. Con l'andare del tempo, tutti i socii assunsero gradualmente le leggi e i costumi di Roma.
Il numero delle truppe che i socii dovevano inviare era stabilito dal senato attraverso la cosiddetta formula togatorum, e dipendeva dalla capacità demografica della singola città. Spettava invece al console la scelta del luogo di raduno delle truppe.
In un'armata consolare il numero di truppe schierate dai socii era pari a quello dei romani, mentre i cavalieri erano di numero triplo, anche se queste proporzioni non sempre venivano rispettate. Il console nominava dodici prefetti tra i socii, con poteri corrispondenti a quelli dei tribuni militari romani. Dall'armata fornita dai socii veniva prelevato un terzo dalla cavalleria e un quinto dalla fanteria. Questi soldati prendevano il nome di extraordinarii e venivano usati per casi particolari. Il resto veniva suddiviso in due ed andava a costituire le ali dello schieramento romano (alae sociorum), poste ai fianchi delle legioni.
Il soldato proveniente dall'armata dei socii riceveva lo stesso salario del legionario romano, mentre il cavaliere un terzo in meno. Ogni città provvedeva al salario e alle forniture di armi e vestiario del proprio cittadino, nominando questori e furieri per la distribuzione. In caso di vittoria i bottini di guerra erano divisi senza distinzione, compresa la spartizione di terre.
In seguito all'emanazione della Lex Iulia del 90 a.C. i rapporti con i socii italici cessarono di essere dominanti e, appena un anno dopo, con l'emanazione della Lex Papiria dell'89 a.C. (succeduta a sua volta, nel 49 a.C., dalla Lex Roscia, riguardante il nord Italia), la funzione dei socii cessò di esistere all'interno dell'Italia romana, essendo ormai tutti gli italici, de iure, cittadini romani.

### Età imperiale
Rimanevano però i rapporti con gli alleati esteri. Essi erano di due tipi:
- foedus aequum: nel caso di legami con città con cui non si era entrati in guerra, o che la guerra non avesse prodotto una vittoria;
- foedus iniquum: nel caso di alleanza dovuta a sconfitta, nel qual caso dovevano accordare ogni richiesta venisse da Roma.

I foederati avevano il diritto di dissodare e coltivare la terra incolta entro i confini dell'impero e ne potevano godere i frutti a patto di difendere le terre dove si erano insediati.
Tale trattato lasciava liberi i popoli che stipulavano l'accordo, obbligandoli solo a fornire milizie ausiliarie e a non concludere alleanze con altri popoli. I soldati provenienti dai socii esteri non facevano parte dei legionari, ma delle forze ausiliare con armi leggere.
Inizialmente, il tributo romano prendeva la forma di denaro o cibo, ma con il diminuire delle entrate fiscali nel IV e V secolo, i foederati venivano ricompensati con la proprietà del territorio locale, il che equivaleva al permesso di insediarsi sul territorio romano.
La pressione sui confini era dovuta anche a ragioni climatiche, che avevano innescato un effetto "domino" a partire dalle popolazioni che vivevano più a nord-est, obbligandole a spostarsi per via del raffreddamento e l'inaridirsi dei pascoli.

#### Teodosio e i Goti

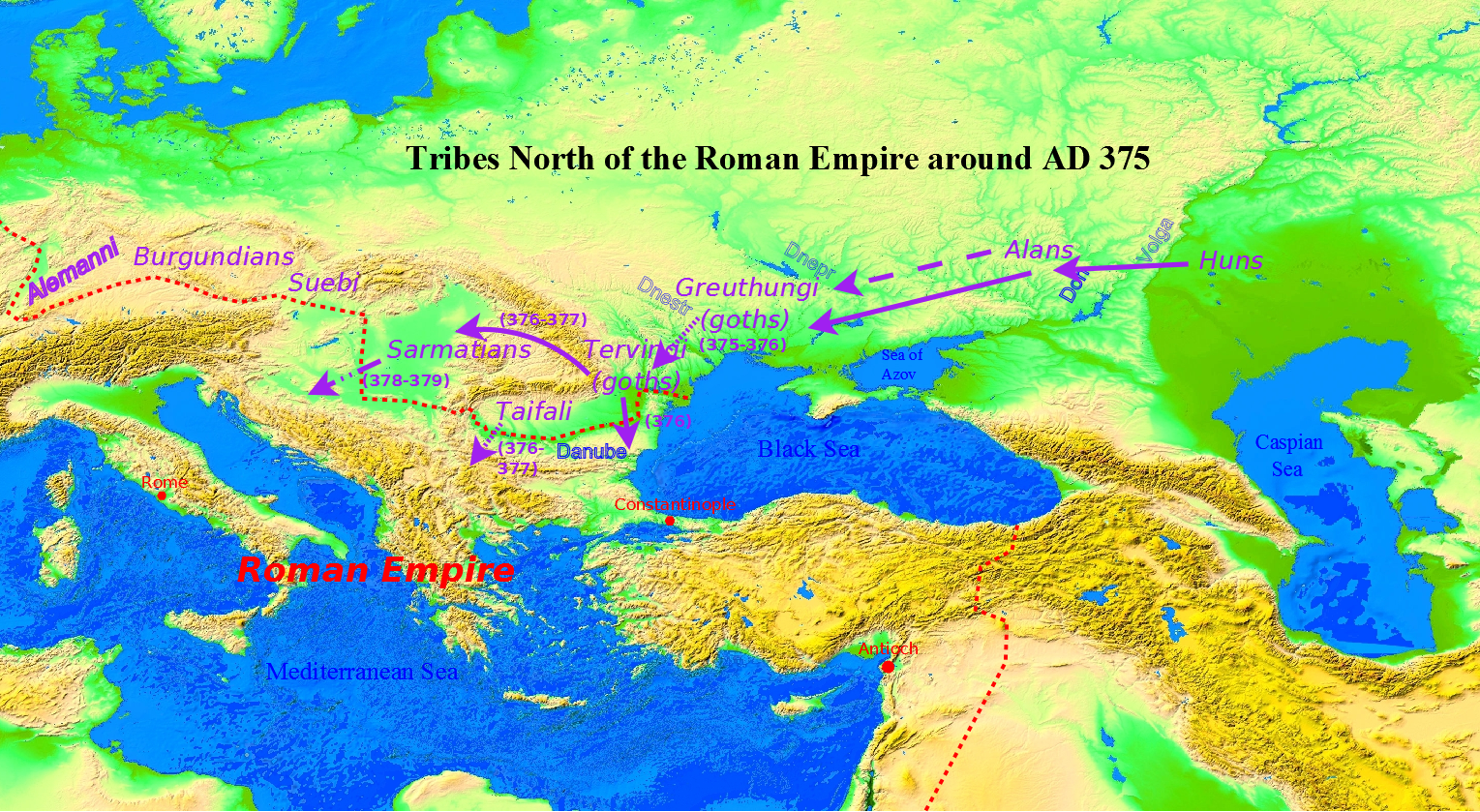
Migrazione degli Unni, che spinse i Goti Tervingi e Greutungi a invadere l'impero, portando alla guerra gotica (376-382).

Nel corso del IV secolo, fino almeno alla crisi gotica del 376-382, i Foederati erano esclusivamente extra fines, ovvero continuavano a risiedere al di fuori dei confini dell'impero, impegnandosi a non invaderlo e anzi ad aiutarlo contro incursioni di altre popolazioni barbariche, costituendo dunque una prima linea di difesa avanzata. I foederati Saraceni, posti sotto il governo di un filarca, in cambio di approvvigionamenti regolari di annona (annonae foederaticiae), contribuivano per esempio alla difesa del limes orientale contro i Persiani. I Foederati extra fines spesso fornivano truppe mercenarie all'impero in occasione di specifiche campagne militari.
Nel 376, tuttavia, i Goti Tervingi, scacciati dalle loro sedi dagli attacchi degli Unni, chiesero all'imperatore Valente il permesso di stabilirsi sulla riva sud del Danubio e vennero accettati all'interno dell'impero. I propagandisti di corte elogiarono Valente per l'ammissione dei Goti Tervingi, in quanto in questo modo si assicurava una considerevole fonte di reclutamento nonché un'ulteriore fonte di entrate per il fisco. In realtà, stando alla tesi di Heather, è possibile che Valente fosse stato costretto ad accogliere i Goti, in quanto il grosso del suo esercito di campo era in Oriente impegnato in operazioni militari contro la Persia, e in Tracia era rimasto un numero troppo esiguo di truppe per opporsi con successo a un eventuale attraversamento non autorizzato del Danubio da parte dei Goti. In effetti, il fatto che Valente intendesse limitare i danni, non accogliendo troppi barbari per volta, è confermato dal fatto che rifiutò l'ammissione dei Goti Greutungi, nonostante anch'essi ne avessero fatto richiesta.
Fino a quel momento vi erano stati casi (deditio) in cui l'impero aveva accolto intra fines, cioè all'interno dei confini, delle popolazioni barbariche, insediandoli come contadini non liberi (dediticii) in zone di confine desolate, ma in tal caso i Romani, per precauzione, disperdevano i dediticii in modo da distruggere la loro coesione e renderli facilmente controllabili. Nonostante l'ammissione dei Goti all'interno dell'impero fosse stata presentata dalla propaganda imperiale come deditio, di fatto il numero eccessivo di Barbari da insediare, a cui si aggiunse il numero esiguo di truppe romane in Tracia, rese impossibile per l'impero imporre agli immigrati le condizioni di norma imposte ai dediticii; ai Goti fu permesso di mantenere la loro coesione tribale all'interno dell'impero, costituendo così de facto, anche se non de jure, il primo caso di Foederati intra fines, ovvero Foederati insediati all'interno dei confini dell'impero.
Le fonti antiche accusano gli ufficiali romani di avere gestito male l'insediamento dei Tervingi: per esempio non avrebbero adempito all'ordine di confiscare tutte le armi agli immigrati perché corrotti dai Goti; poi avrebbero lucrato alle spalle dei Goti, riducendoli dapprima alla fame e vendendo poi loro cibo di scarsa qualità a prezzi carissimi; in seguito al tentativo di assassinio dei loro capi nel corso di un banchetto, i Goti non ne poterono più dei maltrattamenti subiti e decisero di rivoltarsi e devastare l'impero (inizi del 377). In realtà, è possibile che la mancata confisca delle armi fosse dovuta alla necessità di velocizzare l'attraversamento del fiume per evitare una sommossa tra i Goti, il che impedì agli ufficiali di controllare perfettamente i loro equipaggiamenti. Il razionamento dei viveri alle popolazioni immigrate potrebbe essere stato attuato per tenere sotto controllo una moltitudine di barbari che si sarebbe potuta dimostrare ostile e, data la sua presenza al di qua delle frontiere, molto pericolosa. Anche il rapimento o l'uccisione dei capi barbari durante un banchetto era una tattica usata frequentemente dai Romani al fine di distruggere la coesione delle popolazioni nemiche. Non è dunque da escludere che gli abusi che spinsero i Goti alla rivolta fossero espedienti messi in atto per rendere inoffensivi i nuovi insediamenti di barbari che in questo caso fallirono a causa del numero troppo esiguo di truppe romane, insufficiente a tenere sotto controllo un insediamento di decine di migliaia di guerrieri goti. Probabilmente i Romani, essendosi trovati impreparati a dovere accogliere all'improvviso una popolazione così numerosa, non riuscirono a gestire in maniera adeguata l'emergenza, portando infine alla rivolta dei Goti.
A peggiorare la situazione, anche i Goti Greutungi, condotti da Alateo e Safrace, riuscirono ad attraversare il fiume e a unire le forze con i Tervingi di re Fritigerno; più tardi, alla fine del 377, alcuni contingenti di Unni e Alani attraversarono il Danubio e rafforzarono ulteriormente il già consistente esercito goto. Il 9 agosto 378 i Goti sconfissero i Romani nella Battaglia di Adrianopoli, nella quale perirono i due terzi dell'esercito campale dell'impero d'Oriente, insieme allo stesso imperatore Valente. La grave sconfitta subita costrinse l'impero romano a venire a patti con i Goti. Teodosio I, il successore di Valente in Oriente, si trovò in notevoli difficoltà quando tentò di ricostituire in tempi brevi un esercito nazionale: le resistenze dei proprietari terrieri a permettere ai propri contadini di svolgere il servizio militare (soprattutto per il timore di perdere manodopera) e la scarsa volontà da parte dei romani stessi a combattere (le leggi romane del tempo lamentano che molti, pur di non essere reclutati, arrivavano persino a mutilarsi le dita della mano) lo costrinsero a fare sempre maggior affidamento sui barbari. Zosimo narra che Teodosio, pur di colmare le perdite subite dall'esercito, fu costretto a ricorrere al reclutamento massiccio di barbari, tra cui molti goti spinti a disertare e a passare dalla sua parte. Alcuni di questi goti si rivelarono fedeli all'impero, come il generale Modare, che nel 379 riuscì a espellere i propri connazionali dalla Tracia pacificandola. Tuttavia, secondo il racconto di Zosimo, i disertori goti, che superarono presto in numero le reclute romane, diedero preoccupanti segnali di indisciplina. Dubitando della fedeltà dei disertori barbari reclutati nelle legioni, molti dei quali di origine gotica e quindi connazionali degli invasori, Teodosio trasferì parte dei barbari in Egitto, e le legioni dell'Egitto in Tracia. Nonostante questa precauzione l'esercito, riempito di barbari e caduto nel disordine più totale, subì un'altra sconfitta contro i Goti nei pressi di Tessalonica (estate 380), nella quale l'imperatore stesso scampò a stento alla cattura; Zosimo attribuisce la sconfitta al tradimento dei disertori goti che defezionarono in favore del nemico nel corso della battaglia.
La sconfitta subita convinse Teodosio dell'impossibilità di potere vincere in maniera definitiva i Goti e della necessità di firmare una pace di compromesso con essi. I Goti, con il trattato del 3 ottobre 382, divennero alleati (foederati o symmachoi) di Roma: furono insediati in territorio imperiale, in Tracia e in Macedonia, rimanendo sotto il comando dei loro capi e ricevendo terre da coltivare; in cambio si impegnarono a fornire assistenza militare all'esercito romano-orientale in caso di necessità. Il trattato del 382 probabilmente prevedeva l'obbligo da parte dei Goti insediati all'interno dell'impero di fornire reclute, scelte tra i loro giovani, all'esercito regolare. Del resto, già in precedenza Teodosio aveva reclutato nell'esercito regolare numerosi soldati goti che avevano disertato dall'esercito nemico. Tuttavia sembrerebbe che il grosso dei foederati goti non fu integrato nell'esercito regolare, ma serviva in bande irregolari sotto il comando dei loro capi tribali (e non sotto praepositi romani, come nel caso dei laeti) solo in occasione di specifiche campagne militari, venendo congedati dall'esercito al termine di esse; ciò sembrerebbe confermato dal fatto che Sinesio di Cirene e Socrate Scolastico definiscano questi barbari Symmachoi (alleati), e dal fatto che la Notitia Dignitatum attesti esplicitamente solo due reggimenti costituiti interamente da reclute gotiche nella parte orientale. Tuttavia sembra che all'epoca di Teodosio i capi tribali goti, nel corso delle campagne militari, fossero subordinati agli alti ufficiali dell'esercito romano. In tempo di pace i Goti coltivavano le terre loro concesse dallo stato nelle due province settentrionali della diocesi di Tracia, la Moesia II e la Scythia Minor, e presumibilmente anche in Macedonia, ricevendole in proprietà. Stando a un'allusione vaga di Temistio, è possibile anche che per i Goti vigesse la cosiddetta hospitalitas, cioè che fossero alloggiati nelle case dei proprietari terrieri romani. È incerto se i Goti fossero o meno esentati da imposte.
Nonostante formalmente l'accordo fosse stato presentato come una completa sottomissione dei Goti a Roma (deditio) in realtà rappresentò una cesura importante rispetto a tutti i casi precedenti di deditio. Infatti, poiché i Romani non erano usciti vincitori nel conflitto, ai Goti furono concesse condizioni favorevoli senza precedenti: in particolare, anche se non fu loro riconosciuto un capo unico, fu loro concesso di mantenere la loro coesione politica e militare nonché i loro costumi e non furono dispersi per le province, come accadeva nei casi consueti di deditio. I foederati Goti di fatto costituivano una comunità semiautonoma la cui separazione dal resto della popolazione provinciale fu accentuata dal fatto che probabilmente non godevano né della cittadinanza romana né del diritto di sposarsi con i Romani (ius connubii). In realtà, la questione della cittadinanza romana è discussa, ed è possibile che almeno ad alcuni dei capi più eminenti fu concessa (come per esempio Fravitta). Le terre di insediamento concesse ai Goti continuavano comunque ad appartenere legalmente all'impero. Considerato che, alla vigilia della Battaglia di Adrianopoli, le richieste gotiche comprendevano la cessione della Tracia ai Goti in cambio della pace, si può concludere che Teodosio riuscì a limitare i danni, impedendo per il momento la creazione di uno stato visigoto indipendente all'interno dell'impero.
Temistio, retore di Costantinopoli, in un discorso pronunciato nel gennaio 383 al senato bizantino, cercò di fare passare per "vittoria romana" il trattato di pace (foedus) tra l'impero e i Goti, nonostante ai Goti fossero state concesse condizioni favorevoli senza precedenti. In tale discorso Temistio argomentò che Teodosio, mostrando come virtù il perdono, invece di vendicarsi dei Goti sterminandoli in battaglia, decise invece di stringere un'alleanza con essi, ripopolando così la Tracia, devastata dalla guerra, di contadini goti al servizio dell'impero; Temistio concluse il discorso rammentando come i Galati fossero stati assimilati, con il passare dei secoli, dalla cultura greco-romana ed esprimendo la convinzione che sarebbe accaduto lo stesso con i Goti. Anche il panegirista Pacato nel 389 lodò l'imperatore per avere ammesso i Goti all'interno dell'impero impiegandoli come contadini e soldati, e dipingendo i mercenari goti, alani e unni impiegati da Teodosio nella sua campagna militare contro l'usurpatore Magno Massimo come truppe ben disciplinate, serventi sotto insegne e generali romani. Ciò potrebbe implicare che almeno parte dei Goti fosse stata reclutata nell'esercito regolare, ma non è da escludere che il panegirista stesse distorcendo la realtà, presentando come truppe dell'esercito regolare ben disciplinate coloro che di fatto erano contingenti irregolari di alleati barbari.
L'imperatore Teodosio proteggeva i Goti e concedeva loro molti privilegi, in modo da prevenire una loro nuova rivolta. Zosimo narra che i Goti di stanza in Scythia Minor erano più pagati e onorati delle truppe regolari, ricevendo dall'imperatore collane d'oro. Tuttavia, invece di essere grati degli ampi privilegi ricevuti, i Goti continuavano a disprezzare le truppe romane e a insultarle, secondo almeno l'opinione di Zosimo, prevenuto nei loro confronti. Nel 386 Geronzio, comandante della guarnigione di Tomi, temendo che i Goti tramassero qualche insidia a danni della città, li assalì con le sue truppe, uccidendone molti e costringendo i rimanenti a rifugiarsi in una chiesa. Teodosio, per prevenire lo scoppio di una nuova rivolta tra i Goti, punì Geronzio, accusandolo di averli assaliti al solo fine di impadronirsi dei doni imperiali inviati loro per mantenerli fedeli all'impero (tra cui spiccavano le collane d'oro); Geronzio ribatté all'accusa facendo notare di avere subito consegnato al fisco quelle collane d'oro e di non essersele quindi tenute per sé, e rammentò i ladrocini e le molestie che a suo dire i Goti avrebbero recato agli abitanti della regione, ma Teodosio non cambiò idea: confiscati i suoi averi, li distribuì agli eunuchi di corte. Nel 387 la popolazione di Costantinopoli linciò un soldato goto perché reo di presunte scorrettezze commesse durante la distribuzione di annona: Teodosio condannò l'atto, perché, a dire dell'oratore Libanio, avrebbe potuto costituire una provocazione per i Goti, e minacciò, per punizione, di sospendere le distribuzioni di annona; dimostrando poi clemenza, Teodosio perdonò i cittadini.
Teodosio tentava di assicurarsi la fedeltà dei foederati goti con doni e banchetti. Malgrado ciò, erano sorte due fazioni tra i foederati goti: quella capeggiata da Eriulfo intendeva rompere il trattato di alleanza con l'impero e devastarlo, mentre quella capeggiata da Fravitta intendeva continuare a servire fedelmente l'impero in battaglia. Eunapio narra che:
(Eunapio, frammento 60 (Muller).)
Intorno al 392, durante un banchetto organizzato da Teodosio, probabilmente per negoziare con i capi dei goti la loro assistenza militare contro l'usurpatore Eugenio, i due litigarono al punto che Fravitta giunse a uccidere Eriulfo; i seguaci di Eriulfo tentarono di uccidere Fravitta, ma furono fermati dalle guardie del corpo dell'imperatore.
A conferma che la fedeltà dei foederati goti era assai dubbia nel 388 l'usurpatore occidentale Magno Massimo riuscì a corromperne molti, con la promessa di grandi ricompense, persuadendoli a tradire Teodosio; l'imperatore, scoperte le intenzioni proditorie dei Barbari, costrinse i mercenari traditori a fuggire per le paludi e per le foreste della Macedonia, cercandoli con grande diligenza. Tornato a Costantinopoli dopo la sconfitta dell'usurpatore, nel 391, Teodosio scoprì che, durante la sua permanenza in Italia, i disertori barbari erano usciti dalle foreste e dalle paludi e stavano devastando la Macedonia e la Tessaglia. Teodosio intervenne rapidamente alla testa delle sue armate, ma, dopo alcuni iniziali successi, fu messo in difficoltà dalla controffensiva gota, e si salvò solo per l'intervento tempestivo dei rinforzi condotti dal generale Promoto, che repressero la rivolta. Intorno sempre allo stesso periodo, stando ad alcune allusioni contenute nei panegirici di Claudiano, i Goti di stanza in Tracia si rivoltarono, guidati da Alarico, e tesero un'imboscata all'imperatore mentre stava tornando a Costantinopoli lungo la Via Egnazia; presumibilmente l'imperatore era di ritorno dalla campagna militare contro i Goti di stanza in Macedonia. In ogni modo Teodosio si salvò a stento, e la situazione si aggravò allorquando numerose popolazioni barbariche provenienti al di là del Danubio si unirono ai Goti nella devastazione della Tracia, nel corso della quale il generale Promoto fu ucciso dagli invasori Bastarni in un'imboscata. In ogni modo, la rivolta dei Goti di Alarico, come anche le incursioni degli altri invasori barbari in Tracia, fu repressa dal generale Stilicone, che stipulò con i Barbari un nuovo trattato di alleanza che prevedeva verosimilmente l'obbligo da parte loro di prendere parte alla campagna militare contro l'usurpatore occidentale Eugenio. Questo trattato di alleanza fu stipulato non solo con i Goti di Alarico ma anche con i cosiddetti Unni di Tracia, che, stando a un frammento di Giovanni di Antiochia, presero parte anch'essi alla campagna militare contro Eugenio.
Le truppe di foederati barbari che presero parte alla campagna militare contro Eugenio, secondo Zosimo, erano sotto la supervisione di ufficiali romani, seppur di origini barbariche: costoro erano il goto Gainas, l'alano Saul e l'ibero Bacurio. Alla campagna ebbe un ruolo di comando almeno su parte dei Foederati Goti anche Alarico, a cui Teodosio aveva promesso un ruolo di comando nell'esercito romano in caso di successo. I Goti alla fine risultarono decisivi nella battaglia del Frigido, nella quale subirono perdite consistenti (10 000 caduti), contribuendo alla sconfitta dell'usurpatore occidentale Eugenio. Orosio scrisse che con la vittoria del Frigido Teodosio ottenne in un colpo solo due successi: uno sull'usurpatore e un altro sugli alleati Goti, che risultarono così indeboliti.

#### La crisi germanica e la sua risoluzione in Oriente
Spentosi Teodosio I la situazione in Oriente si aggravò sempre di più. I foederati Visigoti, congedati dall'esercito romano da Teodosio in seguito alla vittoria del Frigido e rispediti in Tracia, scontenti per le perdite subite nella battaglia del Frigido e temendo che i Romani ne avrebbero approfittato per annullare la loro autonomia, si rivoltarono eleggendo loro capo unico Alarico: anch'egli aveva motivi per rivoltarsi, essendogli stata promessa da Teodosio I la carica di magister militum, promessa poi non mantenuta. Secondo Heather, l'obbiettivo della rivolta dei Goti era costringere l'impero a rinegoziare il foedus del 382 a condizioni più favorevoli: con ogni probabilità, le richieste gote comprendevano il riconoscimento di un proprio capo unico, e la nomina di quest'ultimo a magister militum dell'esercito romano. Vi furono anche sospetti di collusione tra i Goti e il prefetto del pretorio d'Oriente Flavio Rufino, comunque non provati. Il resoconto di Zosimo sui saccheggi dei Goti di Alarico nei Balcani è ingarbugliato, e parrebbe avere fuso gli avvenimenti di due campagne distinte (una nel 395 e un'altra nel 396) in una sola: certo è, comunque, che i Visigoti devastarono senza opposizione la Tracia e la Macedonia forse anche con la complicità di alcuni generali romani traditori. Alla fine Eutropio, il nuovo primo ministro dell'imperatore d'Oriente Arcadio, fu costretto a nominare Alarico magister militum per Illyricum e a concedere nuove terre ai Goti in Dacia e in Macedonia, pur di porre fine alla rivolta.
Questo trattato con i Visigoti di Alarico fu criticato da numerose personalità dell'epoca. Claudiano, panegirista di Stilicone, nel suo libello contro Eutropio, commentò:
(Claudiano, In Eutropium, II, 214-219.)
Intorno sempre a questo periodo anche Sulpicio Severo si lamentò dell'imbarbarimento dell'esercito, sostenendo che fosse stato un errore ammettere in territorio romano orde di barbari che avevano solo finto di sottomettersi, con la conseguenza che gli eserciti e le città dell'impero si erano riempiti di barbari che, pur vivendo in mezzo ai Romani, non si adattavano ai loro costumi, ma mantenevano i propri:
(Sulpicio Severo, Chronicon, II,3.)
Anche Sinesio di Cirene criticò il trattato con i Goti del 397, sostenendo che fosse necessario che l'esercito tornasse a essere veramente romano e non più composto in buona parte da truppe germaniche a rischio continuo di rivolta. Intorno al 397 Sinesio si recò alla corte di Arcadio per chiedere all'imperatore una riduzione delle tasse e nel suo discorso all'imperatore (pubblicato successivamente con il titolo De regno) si lamentò tra l'altro dell'imbarbarimento dell'esercito:
(Sinesio, De regno, 14-15.)
Riguardo ai Goti di Alarico, Sinesio scrive:
(Sinesio, De regno, 15.)
Basandosi sulle opere di Sinesio (De regno e De providentia), gran parte della storiografia moderna ha dedotto che all'epoca a Costantinopoli vi fossero due partiti in contrapposizione tra di loro, uno antigermanico e uno germanico: quello germanico era favorevole all'ammissione dei Barbari all'interno dell'impero e dell'esercito, quello antigermanico invece voleva espellerli. Il partito antigermanico, costituito da senatori e ministri legati alle tradizioni romane, si sarebbe opposto al governo di Eutropio, accusato di essere troppo accondiscendente nei confronti di Alarico e dei foederati goti, e sarebbe stato guidato da Aureliano. Recentemente, tuttavia, alcuni studiosi hanno messo in forte dubbio questa interpretazione delle opere di Sinesio e soprattutto l'effettiva esistenza di questi due partiti.
Nel 399 i Goti Greutungi insediati come soldati in Asia Minore si rivoltarono sotto il comando del loro connazionale Tribigildo e cominciarono a devastare l'intera Anatolia. Secondo Cameron e Long, l'esercito ribelle di Tribigildo non era costituito da Foederati, bensì da truppe barbare integrate nell'esercito regolare come dediticii o laeti. La Cesa, invece, non esclude che si trattasse di reparti irregolari di barbari equiparabili ai foederati. Claudiano, panegirista di Stilicone, commentò amaramente che le truppe ribelli di Tribigildo «erano stati fino a poco prima una legione romana, a cui avevamo concesso dei diritti dopo averli vinti, a cui avevamo dato campi e case». Eutropio inviò i generali Gainas e Leone contro Tribigildo, ma Leone fu sconfitto e ucciso in battaglia dall'esercito ribelle, mentre Gainas rimase in inazione. Si ebbero successivamente forti sospetti che il generale di origini gotiche Gainas fosse colluso con il suo connazionale Tribigildo, in quanto entrambi provavano risentimento per Eutropio del quale volevano la rovina. Per porre fine alla rivolta, Arcadio fu costretto ad acconsentire alle richieste di Tribigildo, che richiedeva la rimozione di Eutropio: nel luglio 399, Eutropio fu destituito ed esiliato a Cipro, poi richiamato qualche tempo dopo dall'esilio e infine giustiziato a Calcedonia nello stesso anno.
Secondo l'interpretazione tradizionale della storiografia moderna a questo punto avrebbe preso il potere il partito antigermanico, grazie alla nomina del suo principale esponente, Aureliano, a prefetto del pretorio d'Oriente. La presa del potere di Aureliano e del partito antigermanico avrebbe scontentato il goto Gainas, che quindi si sarebbe rivoltato insieme a Tribigildo per costringere Arcadio a destituire dal potere Aureliano e gli altri esponenti del partito antigermanico. Secondo altri studiosi, invece, Aureliano non avrebbe mostrato alcuna tendenza antigermanica, ma avrebbe continuato, come Eutropio, a mettere in secondo piano Gainas, non concedendogli cariche di rilievo, e ciò avrebbe spinto Gainas a tramarne la destituzione. Alla fine Arcadio fu costretto a destituire del potere Aureliano e i suoi collaboratori, sostituendoli con uomini di fiducia di Gainas (aprile 400).
Gainas a questo punto era diventato la personalità più potente dell'impero romano d'Oriente. Numerose fonti antiche lo accusano di avere occupato la stessa capitale Costantinopoli con migliaia di truppe gotiche. Alcuni studiosi hanno messo in forte discussione questa tesi, sostenendo che i Goti presenti nella capitale fossero soprattutto civili. Il 12 luglio 400, la popolazione di Costantinopoli, temendo che Gainas intendesse saccheggiare Costantinopoli per prendere il potere, insorse trucidando inferocita settemila goti presenti nella Capitale. Gainas in quel momento era fuori città e fu proclamato "nemico pubblico" dell'impero dall'imperatore Arcadio, che ritenne fondati i sospetti. Gainas saccheggiò conseguentemente la Tracia e tentò di attraversare l'Ellesponto per passare in Asia, ma la sua traversata fu impedita dalla flotta romana condotta dal generale gotico Fravitta, che inflisse all'esercito di Gainas pesanti perdite. Gainas tentò allora la fuga a nord del Danubio, ma fu attaccato e ucciso dagli Unni di Uldino, il quale inviò la testa del ribelle all'imperatore Arcadio (dicembre 400). Nel frattempo Aureliano e gli altri funzionari destituiti ed esiliati da Gainas furono liberati e poterono tornare nella capitale.
La rovina di Gainas determinò la liberazione dell'impero d'Oriente dai foederati barbari; dopo la rovina di Gainas, Alarico fu privato della carica di magister militum per Illyricum e fu costretto a cercare un insediamento per il suo popolo altrove; secondo alcune congetture, Alarico sarebbe stato istigato per via diplomatica dai ministri di Arcadio a invadere l'Italia al duplice fine di danneggiare Stilicone e di liberarsi dei Goti, ma questa teoria è stata contestata da diversi studiosi, come Cameron e Long, che ritengono tale congettura implausibile sulla base del miglioramento dei rapporti tra le due partes tra il 401 e il 403; secondo la tesi sostenuta da Cameron e Long, i Goti di Alarico sarebbero stati costretti a sloggiare dalle province dell'Oriente romano dagli Unni di Uldino da poco entrati in alleanza militare con Arcadio. In ogni caso, Alarico, disperando di riuscire a raggiungere un nuovo accordo con Arcadio, decise di invadere le province dell'Occidente romano, sperando di riuscire a costringere Onorio a concedere ai Goti di insediarsi, in qualità di foederati, in una provincia dell'impero d'Occidente. L'impero d'Oriente riuscì così a liberarsi dei Goti di Alarico, che diventarono da quel momento in poi un problema dell'impero d'Occidente.
Non vi fu comunque un'epurazione dei Barbari dai ranghi dell'esercito, come era stato sostenuto in passato dai sostenitori della teoria del partito antigermanico. Anche dopo la vittoria su Gainas, i Barbari continuarono a dare un importante contributo all'esercito romano-orientale, ma non più come tribù semiautonome e sostanzialmente non sottomesse insediatesi all'interno dei confini in qualità di Foederati e guidate in battaglia dai loro capi tribù, bensì come truppe ben integrate nell'esercito regolare e poste sotto il comando di generali romani, eventualmente anche di origini barbariche. Anche dopo il 400, vi è evidenza di magistri militum di origini barbariche, come Fravitta, di origini gotiche e console nel 401, Arbazacio, di origini armene, Varanes, di origini persiane e console nel 410, e Plinta, di origini gotiche e console nel 419. L'impero d'Oriente, liberandosi dall'influenza dei foederati, riuscì così a preservarsi dalla rovina, cosa che invece non riuscì all'Occidente romano, che sarebbe caduto nel 476 proprio in seguito a una rivolta di foederati condotti da Odoacre.

#### I Goti si spostano in Occidente

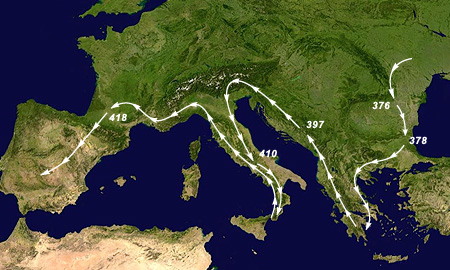
Migrazione principale dei Visigoti

Sfruttando l'irruzione in Rezia e Norico dei Vandali e di altri barbari, Alarico invase l'Italia, probabilmente nel novembre 401, portando con sé tutto il suo popolo e le spoglie ottenute dai saccheggi in Oriente; le sue mire erano ottenere un nuovo insediamento per i Visigoti in una provincia dell'impero d'Occidente. Occupate le Venezie, Alarico diresse il suo esercito in direzione di Milano, capitale dell'impero romano d'Occidente, con l'intento di espugnarla. Fu però sconfitto da Stilicone a Pollenzo e a Verona e spinto al ritiro. La ricostruzione degli eventi immediatamente successivi è dibattuta. Secondo Sozomeno, intorno al 405 i Goti di Alarico erano insediati nella «regione dei Barbari ai confini di Dalmazia e Pannonia» e Alarico, entrato in alleanza con Stilicone contro la pars orientis, aveva ricevuto una carica militare romana. La maggior parte degli studiosi ha identificato questa «regione dei Barbari» con i distretti di frontiera a cavallo tra Dalmazia e Pannonia, quindi con province romano-occidentali, supponendo che in seguito alla battaglia di Verona del 403 Stilicone avesse concesso ad Alarico di insediarsi in quei territori in cambio del suo appoggio contro l'impero d'Oriente, al quale intendeva sottrarre l'Illirico Orientale; la carica militare romana concessa ad Alarico, secondo questa ipotesi, sarebbe stata quindi quella di Comes Illyrici. Altri autori invece sostengono che Alarico firmò un’alleanza con Stilicone solo nel 405, e identificano la «regione dei Barbari» di Sozomeno con province romano-orientali (Praevalitana e Moesia I) ai confini con la pars occidentis. Nel 403 Stilicone si sarebbe limitato a garantire ad Alarico un salvacondotto, e i Goti sarebbero tornati nell'Illirico Orientale, come sembrerebbe confermare una lettera di Onorio ad Arcadio datata 404 che attesta che l'Illirico Orientale fosse all'epoca devastato da non ben precisati barbari (presumibilmente i Goti di Alarico).

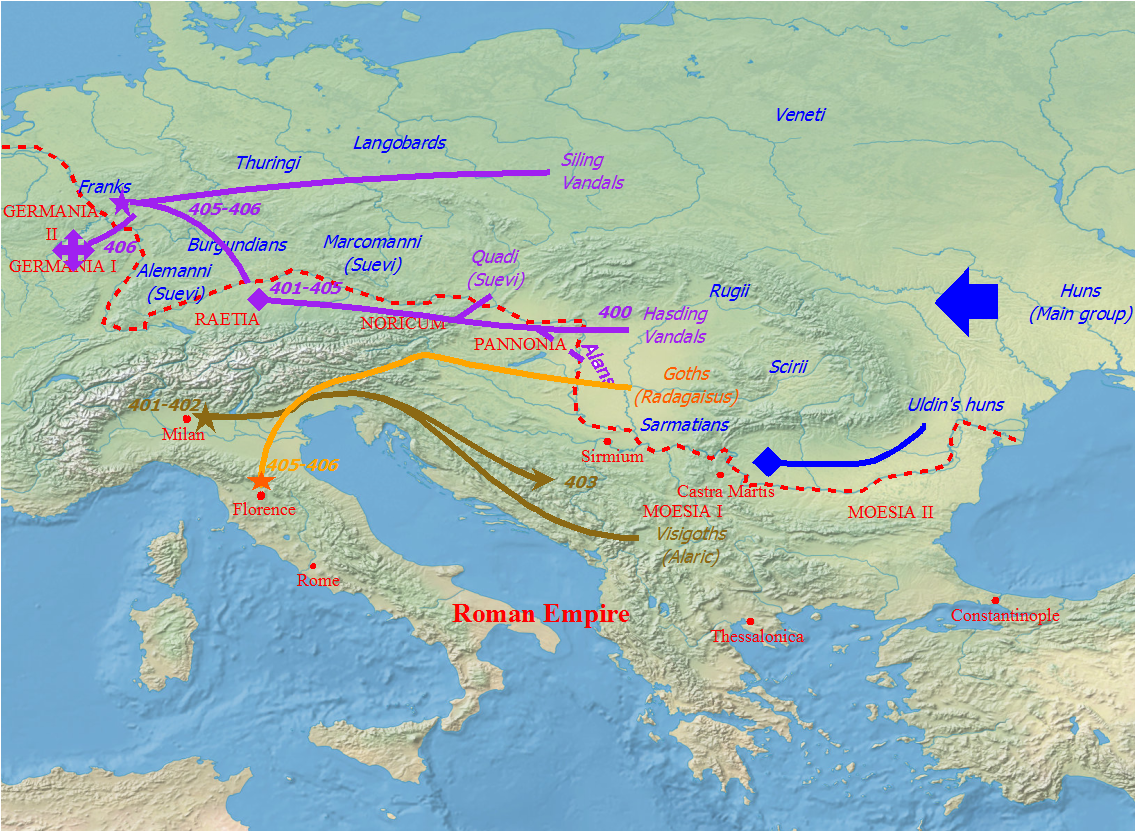
L'impero romano d'Occidente agli inizi del V secolo e le invasioni barbariche che lo colpirono in quel periodo.

In vista della progettata campagna contro l'impero d'Oriente, Stilicone si mise in contatto con Alarico, ordinandogli di invadere l'Epiro, all'epoca sotto la giurisdizione di Costantinopoli, e di rimanere in attesa dell'arrivo delle truppe romano-occidentali. Stilicone probabilmente intendeva costringere Arcadio a restituire all'Occidente romano l'Illirico orientale per concedere ai Visigoti di insediarvisi legalmente e al loro capo Alarico la carica di magister militum per Illyricum; in questo modo Stilicone, a corto di soldati, avrebbe acquisito un'importante fonte di reclutamento (l'Illirico aveva sempre fornito truppe efficienti e combattive) e avrebbe potuto contare anche su ulteriori aiuti militari da parte dei Goti di Alarico, una volta accolte le loro richieste. Proprio in vista dell'auspicato ritorno dell'Illirico orientale sotto la giurisdizione della parte occidentale, Stilicone aveva già eletto il prefetto del pretorio dell'Illirico, Giovio, allo scopo di approvvigionare l'armata di Alarico. L'invasione della Gallia del 406-407 (sia da parte di Vandali, Alani e Suebi, che da parte delle truppe ribelli sotto il comando dell'usurpatore Costantino III), trattennero Stilicone dal raggiungere Alarico in Epiro, e alla fine la spedizione fu annullata.
Per tutta risposta Alarico marciò in Norico, da dove minacciò un attacco all'Italia nel caso il governo di Onorio non gli avesse pagato 4 000 libbre d'oro, da intendersi come rimborso spese per il periodo trascorso dai Visigoti in Epiro in attesa di Stilicone, senza ricevere né stipendi, né compensi di altra forma per i servigi che stavano prestando in favore del generale. Il senato, riunitosi, sembrava preferire la guerra al pagamento dei foederati di Alarico, quando intervenne Stilicone che sostenne che Alarico rivendicava a ragione il pagamento per i servigi resi all'impero d'Occidente nell'Illirico. Il senato accettò controvoglia di versare il tributo ad Alarico, ma non tutti si sottomisero: un senatore di nome Lampadio affermò audacemente che il pagamento al re goto non era «una pace ma un trattato di servitù», per poi rifugiarsi in chiesa timoroso delle insidie di Stilicone.
Nel frattempo Stilicone suggerì a Onorio di inviare i foederati goti di Alarico in Gallia insieme alle legioni romane per impiegarli nella guerra contro l’usurpatore Costantino III; Onorio scrisse una lettera ad Alarico per informarlo del suo nuovo incarico al servizio dei Romani, ma la situazione cambiò completamente nel giro di pochi giorni. Difatti la fazione della corte di Onorio contraria alla politica filogotica e antibizantina di Stilicone, capeggiata dal cortigiano Olimpio, decise di passare all'azione per provocare la rovina del generale: Olimpio insinuò, di fronte all'imperatore e all'esercito radunato a Pavia in vista della prevista campagna in Gallia contro l'usurpatore Costantino III, che Stilicone fosse la causa di tutte le calamità che stavano flagellando l'impero, accusandolo di stare brigando con Alarico, di avere sobillato i Vandali, gli Alani e gli Svevi a invadere la Gallia e di avere intenzione di recarsi a Costantinopoli per detronizzare Teodosio II e porre al suo posto sul trono romano-orientale suo figlio Eucherio; inoltre insinuò che, ben presto, avrebbe sfruttato l'indebolimento dell'impero per detronizzare Onorio stesso. Onorio, convinto da Olimpio della fondatezza delle accuse di tradimento che pendevano su Stilicone, ordinò alle truppe di Ravenna di catturarlo e giustiziarlo. Stilicone fu giustiziato il 23 agosto 408 per opera di Eracliano.
In seguito alla nomina di Olimpio a magister officiorum di Onorio, assunse il controllo dello Stato la fazione antibarbarica contraria all'imbarbarimento dell'esercito e alla negoziazione con Alarico: tale politica, tuttavia, provocò effetti deleteri per l'impero, come dimostrò il fatto che il massacro delle famiglie dei mercenari assoldati da Stilicone, attuato dai soldati romani forse sobillati da Olimpio, spinse i suddetti mercenari a disertare e aggregarsi all'esercito di Alarico, chiedendo al re visigoto di vendicare il massacro delle loro famiglie. Alarico ebbe così il pretesto per invadere di nuovo l'Italia al fine di ottenere condizioni sempre più favorevoli per i suoi guerrieri mercenari ricattando il governo di Ravenna: il re goto rivendicava in particolare un insediamento permanente all'interno dell'impero per i suoi guerrieri mercenari e per le famiglie al loro seguito. Prima di invadere la penisola, tuttavia, Alarico tentò la via diplomatica, richiedendo al governo di Ravenna il pagamento di un tributo e la cessione di alcuni ostaggi, in cambio della rinuncia all'invasione della penisola e del ritiro dei Visigoti in Pannonia. L'intransigente regime di Olimpio, tuttavia, rifiutava sia di negoziare con Alarico sia di prendere provvedimenti per arginare l'invasione, con il risultato che, visto ogni tentativo diplomatico fallire, Alarico invase l'Italia avanzando senza opposizione fino a Roma, che assediò per diverso tempo senza che l'Urbe ricevesse aiuti da Ravenna, e levando l'assedio solo dietro versamento di un tributo da parte delle autorità cittadine.
Prima di procedere al versamento del tributo il senato romano inviò un'ambasceria a Onorio, per indurlo a negoziare una pace con Alarico e i Visigoti: questi ultimi, in cambio di denaro e della cessione in ostaggio di alcuni figli di persone di illustre rango, si impegnavano a sospendere le ostilità contro lo Stato romano e anzi passare di nuovo al suo servizio in qualità di foederati (alleati) dell'esercito romano. Avendo ricevuto l'assenso di Onorio, il senato procedette a versare il tributo ad Alarico. Olimpio si oppose però alla prosecuzione delle trattative, spingendo Alarico a ripristinare il blocco all'Urbe, privando così i suoi abitanti della libertà di uscire dalle mura. Il senato romano, messo alle strette da Alarico, decise di inviare una nuova ambasceria presso Onorio. Nel frattempo l'esercito visigoto condotto dal cognato di Alarico, Ataulfo, aveva oltrepassato le Alpi Giulie invadendo la Penisola; nonostante una modesta vittoria conseguita nei pressi di Pisa, le legioni romane non riuscirono a impedire ad Ataulfo di raggiungere Alarico nei pressi di Roma rinforzando ulteriormente il suo esercito; in seguito a questo fallimento Olimpio fu destituito e costretto a fuggire in Dalmazia.
Il nuovo primo ministro di Onorio, il prefetto del pretorio Giovio, riprese le negoziazioni con Alarico, che ebbero luogo a Rimini. Le richieste del re goto consistevano in un tributo annuale in oro e in grano, e nello stanziamento dei Visigoti in Norico, Pannonia e nelle Venezie. Giovio inviò le richieste di Alarico per iscritto all'imperatore, suggerendogli inoltre di nominare il re goto magister militum, nella speranza che ciò sarebbe bastato per convincerlo ad accettare la pace a condizioni meno gravose per lo Stato romano. Onorio, nella lettera di risposta, rimproverò Giovio per la sua temerarietà, sostenendo che sarebbe stato disposto a versare ad Alarico un tributo annuale, ma che mai e poi mai avrebbe accettato di nominarlo magister militum. Quando Alarico fu informato che Onorio aveva rifiutato di nominarlo magister militum, sentendosi insultato, ruppe ogni trattativa e si diresse di nuovo verso Roma. Durante la sua avanzata verso l'Urbe, però, Alarico cambiò idea, arrestando la sua marcia, e inviando ambasciatori a Ravenna per negoziare una nuova pace a condizioni più moderate delle precedenti: in cambio di un modesto tributo in grano e dello stanziamento dei Visigoti nella poco prospera provincia del Norico, il re goto avrebbe accettato la pace con lo Stato romano. Anche questa volta le richieste di Alarico vennero respinte, costringendo il re dei Visigoti a riprendere la marcia su Roma.

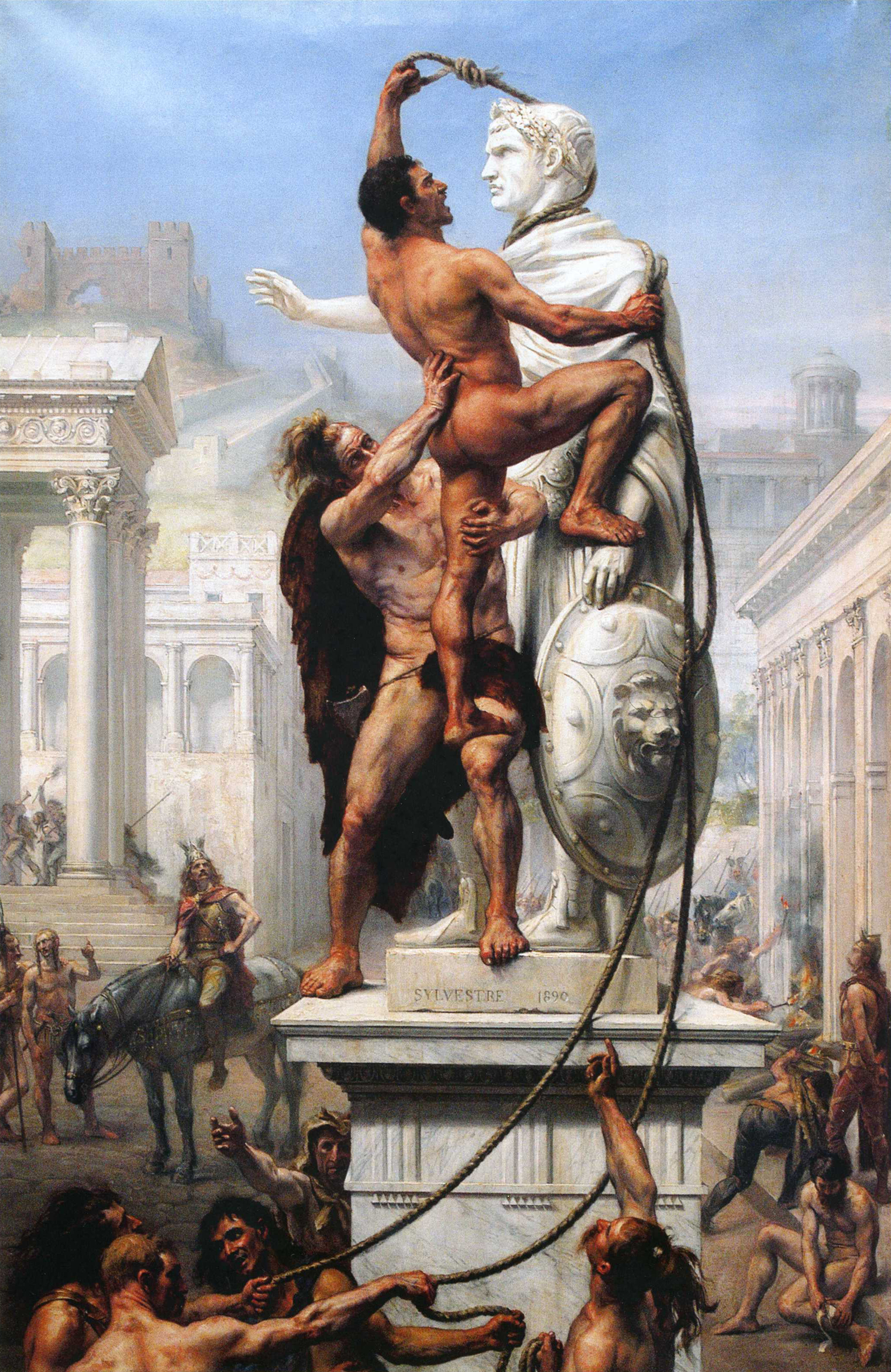
Raffigurazione del Sacco di Roma condotto dai Visigoti di Alarico nel 410.

Verso la fine del 409 Alarico assediò per la seconda volta Roma, minacciando di distruggerla a meno che gli abitanti della città non si fossero rivoltati contro Onorio e avessero eletto un imperatore fantoccio sotto il controllo dei Visigoti. Il senato romano, essendo conscio che se non avessero accettato le condizioni di Alarico, Roma sarebbe stata distrutta, dopo una lunga discussione, accettò di fare entrare Alarico in città e di nominare un imperatore fantoccio sotto il controllo dei Visigoti, il prefetto della città Prisco Attalo. Attalo nominò come propri magistri militum Alarico e Valente, mentre Ataulfo fu nominato comandante della cavalleria domestica. Alarico consigliò Attalo di inviare un esercito di barbari condotti dal visigoto Drumas in Africa per rovesciare Eracliano e sottomettere l'Africa, ricevendone però il rifiuto: Attalo inviò in Africa solo truppe romane, sotto il comando di Costante. Nel frattempo Attalo inviò un esercito in direzione di Ravenna per detronizzare l'imperatore legittimo Onorio. L'assedio, tuttavia, fallì per l'arrivo provvidenziale da Costantinopoli di truppe romano-orientali, che difesero efficacemente la città. Nel frattempo, in Africa, l'armata di Costante venne sconfitta da Eracliano, che interruppe i rifornimenti di grano all'Urbe, che fu conseguentemente colpita da una carestia. Giovio, inoltre, riuscì a persuadere Alarico che se Attalo si fosse impadronito di Ravenna e avesse rovesciato Onorio, avrebbe ucciso proprio il re visigoto. Di fronte al rifiuto da parte di Attalo di inviare un esercito di Visigoti in Africa per sottometterla, nonché alle calunnie mosse nei confronti dell'usurpatore da parte di Giovio, Alarico, avendone abbastanza dei tentennamenti di Attalo, condusse Attalo a Rimini e qui lo privò del trono, spogliandolo di diadema e porpora che inviò all'imperatore Onorio. Ma, pur riducendolo a cittadino privato, lo mantenne accanto a sé, fintanto l'imperatore non l'avrebbe perdonato. Alarico procedette quindi in direzione di Ravenna per discutere la pace con Onorio; ma il generale romano-goto Saro, che stazionava con circa trecento soldati nel Piceno, ritenendo che un trattato di pace tra Visigoti e Romani non gli sarebbe stato di alcun vantaggio, attaccò proditoriamente l'esercito di Alarico, rompendo ancora una volta le trattative di pace e spingendo il re goto ad assediare per la terza volta Roma, che espugnò e saccheggiò per tre giorni (24 agosto 410). Alarico perì alcuni mesi dopo in Calabria senza essere riuscito nell'impresa di ottenere un insediamento permanente per il suo popolo: ogni tentativo di negoziazione con Onorio (nel corso dei quali Alarico aveva proposto come provincia dove stabilirsi in cambio della pace il Norico) era fallito.
Il suo successore, Ataulfo, portò i Goti in Gallia nel 412, dopo avere devastato per altri due anni l'Italia "come locuste", e portando con sé come ostaggi Galla Placidia, sorella dell'imperatore, e l'usurpatore Prisco Attalo. Dopo avere detronizzato i due usurpatori gallici Giovino e Sebastiano per conto di Onorio, che come contropartita aveva promesso di pagare un tributo in grano ai Visigoti, Ataulfo si lamentò per il fatto che la promessa non fosse stata mantenuta dai Romani, presumibilmente perché la rivolta di Eracliano in Africa aveva interrotto i rifornimenti di grano dall'Africa; pretese, in cambio della pace e della restituzione di Placidia, che l'impero rispettasse la promessa del tributo in grano. Di fronte al fallimento delle trattative, il re goto assunse di nuovo un atteggiamento ostile, impadronendosi, nel corso del 413, di gran parte della Gallia Narbonense. Nel 414, inoltre, Ataulfo sposò la sorella di Onorio, Galla Placidia, tenuta in ostaggio dai Goti fin dai giorni del sacco di Roma. Secondo Orosio, Ataulfo:
(Orosio, VII,43.)
Il matrimonio tra Ataulfo e Placidia non trovò però l'approvazione della corte di Onorio, che rifiutò ogni negoziazione con i Visigoti. Nel 414 Ataulfo reagì proclamando imperatore fantoccio sotto il controllo dei Visigoti Attalo, salvo poi abbandonarlo ai Romani quando fu costretto a evacuare la Gallia di fronte all'avanzata delle legioni del nuovo generale di Onorio, Flavio Costanzo, che costrinsero i Goti alla negoziazione bloccando loro l'arrivo di rifornimenti.
Una pace definitiva con l'impero arrivò solo nel 416, allorché Costanzo concesse ai Goti, condotti dal loro nuovo re Vallia, di insediarsi in qualità di foederati in Aquitania e si impegnò a rifornirli di 600 000 moggi di grano: in cambio i Goti avrebbero combattuto i Vandali, gli Alani e gli Suebi che avevano occupato militarmente gran parte della Spagna e avrebbero restituito Galla Placidia. Fu comunque solo verso la fine del 418 che avvenne effettivamente l'insediamento in Aquitania, nella valle della Garonna, dopo che i Visigoti avevano passato gran parte del 416, del 417 e del 418 a combattere per conto dell'impero gli invasori della Spagna. I Visigoti furono insediati in Aquitania II e in alcune regioni delle province di Novempopulana e di Aquitania I. L'Aquitania sembra sia stata scelta da Costanzo come terra di insediamento per i foederati Visigoti per la sua posizione strategica: infatti era poco distante sia dalla Spagna, dove rimanevano da annientare i Vandali Asdingi e gli Svevi, sia dalla Gallia nord-occidentale, dove forse Costanzo intendeva impiegare i Visigoti per combattere i ribelli separatisti Bagaudi nell'Armorica.
Secondo Filostorgio, i Goti ricevettero terre da coltivare. Sulla base dell'analisi dei codici di legge visigoti e burgundi, si ritiene generalmente che i Goti ottennero, in base all'hospitalitas, almeno un terzo, se non i due terzi, delle terre e delle abitazioni della regione, e godettero dell'esenzione dalle imposte; si noti che nel Tardo Impero, l'hospitalitas consisteva nell'ospitare nelle proprie abitazioni i soldati romani acquartierati in città cedendo loro temporaneamente un terzo delle loro case; l'hospitalitas era dunque un diritto già vigente per l'esercito regolare e solo in seguito applicato ai Foederati; a differenza dei soldati regolari, tuttavia, i Foederati ottennero probabilmente i due terzi delle terre a loro assegnate e in maniera permanente. In alternativa, non è da escludere che i Goti avessero ricevuto terre da coltivare, presumibilmente terre abbandonate o pubbliche per evitare di dovere ricorrere a confische a danni dei proprietari terrieri, non in base all'hospitalitas, bensì in qualità di veterani dell'esercito romano congedati dopo avere combattuto in Spagna contro Vandali, Alani e Svevi; solo in un tempo posteriore i Visigoti si sarebbero impadroniti dei due terzi delle terre in base all'hospitalitas. Altre teorie alternative sostengono che i Goti avrebbero ricevuto non terre da coltivare ma un terzo o i due terzi delle entrate fiscali della regione di insediamento; esse però non hanno ricevuto un consenso generale e sono state contestate per esempio da Heather, che sostiene che negli anni successivi al 418 non si ha traccia «che l'impero finanziasse direttamente i Goti con il suo gettito fiscale» e che l'assegnazione di terre da coltivare ai Goti è confermata da Filostorgio.
Il territorio, almeno inizialmente, continuava ad appartenere legalmente all'impero, tanto che per qualche tempo continuarono a operare nella regione i funzionari civili romani, malgrado l'insediamento dei Visigoti. Di fatto, l'insediamento in Aquitania di una popolazione non sottomessa, i Visigoti, rischiava di minare la fedeltà delle popolazioni locali a Roma: già nel corso dell'occupazione visigota della Gallia Narbonense del 414-415, i Visigoti avevano goduto non solo dell'appoggio dei ceti inferiori, oppressi dal fiscalismo romano, ma anche della collaborazione con gli stessi proprietari terrieri, i quali avevano riconosciuto Attalo come imperatore legittimo. Questo fenomeno era molto dannoso per l'impero, perché le rendite imperiali si basavano sull'intesa con i proprietari terrieri, i quali, in cambio di privilegi e della loro difesa tramite le leggi e l'esercito, accettavano di pagare le tasse. Secondo Heather, «l'impero romano era sostanzialmente un mosaico di comunità locali che in buona misura si autogovernavano, tenute insieme da una combinazione di forza militare e baratto politico: in cambio dei tributi il centro amministrativo si occupava di proteggere le élite locali». Questo baratto politico fu messo in crisi dalla comparsa dei Visigoti: i proprietari terrieri gallici, lasciati indifesi dall'impero e non potendo correre il rischio di perdere la loro principale fonte di ricchezza, costituita dalle terre, allentarono i loro legami con l'impero e acconsentirono a collaborare con i Visigoti, ricevendone in cambio protezione, privilegi e la garanzia di potere conservare le proprie terre.
Costanzo, resosi conto della gravità di questo problema, cercò di limitarne gli effetti ricostituendo il Consiglio delle sette province della Gallia, da svolgersi ogni anno ad Arelate, al fine di ristabilire un'intesa nonché una comunanza di interessi tra proprietari terrieri gallici e centro imperiale. Non è da escludere che il consiglio svoltosi nel 418 avesse riguardato lo stanziamento in Aquitania dei Visigoti e delle conseguenze che ciò avrebbe portato per i proprietari terrieri. Peraltro la consapevolezza del problema costituito dall'insediamento visigoto è testimoniata dal fatto che fu stabilito che i governatori delle province dove si erano insediati i Visigoti avrebbero potuto inviare al consiglio dei legati in loro rappresentanza nel caso di impedimenti a presentarsi di persona dovuti a un'occupatio certa (l'insediamento visigoto).
Di fatto i Visigoti non tardarono nel giro di pochi anni a diventare, per usare le parole di Salviano di Marsiglia, gli effettivi domini ac possessores soli romani ("padroni e possessori del suolo romano") in Aquitania, espandendo successivamente i loro territori su tutta la Gallia a sud della Loira e su gran parte della Spagna. L'indipendenza completa dall'impero, ormai praticamente ridotto solo all'Italia e alla Dalmazia, arrivò comunque solo nel 475, appena un anno prima della sua caduta finale.

#### Gli invasori del Reno

Ricostruzione degli spostamenti degli invasori della Gallia tra il 407 e il 409, basata su Peter Heather (2005)

Stilicone, per difendere l'Italia dalle incursioni di Alarico e Radagaiso, aveva dovuto sguarnire la frontiera renana di difese, richiamando molte delle guarnigioni galliche a difendere l'Italia. Per garantire un minimo di protezione alla frontiera gallica, si affidò comunque all'alleanza con i Franchi, foederati dell'impero.
Lo spostamento verso occidente degli Unni spinse tuttavia Vandali, Alani e Svevi a invadere l'impero attraversando il Reno il 31 dicembre 406. Il tentativo da parte dei Franchi di impedire l'attraversamento del fiume fallì grazie all'arrivo di rinforzi alani che permise agli invasori del Reno di prevalere nello scontro dopo essere stati sull'orlo della sconfitta. L'invasione della Gallia fu devastante, come narra Girolamo:
(Girolamo, Epistola 123.)
Nel frattempo verso la fine del 406 la Britannia si era rivoltata alle autorità centrali di Ravenna, eleggendo uno dopo l'altro tre usurpatori, l'ultimo dei quali, Costantino III, nel 407 decise di sbarcare in Gallia con il pretesto di difenderla dagli invasori ma anche con il proposito di espandere la zona sotto il suo controllo a scapito di Onorio. Costantino III, occupata la Gallia, rinnovò quelli che Orosio definisce incerta foedera (trattati instabili) con le tribù insediate lungo il Reno, come Franchi e Alemanni, che si impegnarono in cambio a contribuire alla difesa delle frontiere e a fornirgli rinforzi su richiesta; probabilmente ottenne anche l'appoggio militare dei Burgundi di re Gundicaro, nonché del gruppo di Alani condotto da Goar. Non è da escludere che gli incerta foedera abbiano coinvolto anche Vandali, Alani e Svevi, che sarebbero stati insediati in alcune regioni della Gallia come foederati; questa congettura permetterebbe di spiegare perché le scarne fonti sembrano suggerire un periodo di pace nei domini di Costantino III tra le devastazioni del 406-407 e quelle del 409-410.
Costantino III riuscì inoltre a impadronirsi del controllo della Spagna, affidandone il governo al figlio Costante, anche se commise due errori: affidare il comando delle truppe ispaniche al generale Geronzio e sostituire i presidi locali a difesa dei Pirenei con truppe barbariche dette Honoriaci. Difatti Geronzio si rivoltò proclamando usurpatore Massimo e istigando gli invasori barbari a rompere gli incerta foedera e a devastare i territori di Costantino III, comprese Britannia e l'Armorica, le cui popolazioni reagirono rivoltandosi all'usurpatore e provvedendo alla propria autodifesa; nel frattempo le truppe di Honoriaci, tradendo l'impero, abbandonarono la difesa dei Pirenei permettendo ai Vandali, Alani e Svevi di invadere la Spagna nel settembre del 409. Il riferimento vago di Zosimo a un'alleanza di Geronzio con dei barbari, nonché il tradimento degli Honoriaci, lascia supporre che Geronzio si fosse accordato con gli invasori del Reno, cedendo loro gran parte della Spagna in cambio del loro appoggio contro Costantino III, anche se la laconicità delle fonti non permette di giungere a conclusioni certe. In effetti Olimpiodoro accenna a un'alleanza tra Geronzio e gli invasori della Spagna, che tuttavia fu stipulata solo nel 410, a invasione già avvenuta, e del resto non risulta credibile che Geronzio li avesse sobillati in precedenza a invadere i suoi stessi territori.

La Spagna nel 411, con le popolazioni vandaliche di Asdingi (nel nord-ovest) e Silingi (nel sud).

Nel 411, narra Idazio, gli invasori del Reno si erano spartiti la Spagna nel modo seguente:
(Idazio, Cronaca, s.a. 411.)
Secondo Procopio di Cesarea, lo stanziamento di Vandali, Alani e Svevi in Spagna sarebbe stato autorizzato dalle autorità romane:
(Procopio, Storia delle guerre, III,3.)
Non va però dimenticato che Procopio è spesso inaccurato nel descrivere gli avvenimenti del V secolo, e inoltre nel 410 la Spagna non era più sotto il controllo di Onorio, bensì dell'usurpatore Massimo e del generale Geronzio: ammesso che lo stanziamento di Vandali, Alani e Svevi fosse stato autorizzato da autorità romane, è maggiormente plausibile che fossero stati Geronzio e Massimo ad autorizzarli, e non Onorio. In ogni caso, Orosio, autore coevo agli avvenimenti, affermò esplicitamente l'illegalità di tali insediamenti. È possibile che, quando le armate di Onorio riconquistarono la Tarraconense, nel 411, l'imperatore legittimo non riconobbe le concessioni fatte da Geronzio e Massimo, giustificando così l'affermazione di Orosio.
Dalle fonti risulta che al momento dell'invasione della Gallia del 411, Geronzio portò con sé truppe barbare reclutate tra gli invasori del Reno, tra cui alcuni Alani. Anche Costantino III, assediato ad Arelate dapprima dalle truppe di Geronzio e poi da quelle legittimiste di Onorio, fece affidamento su contingenti di foederati barbari, come Franchi e Alemanni, che però non riuscirono a salvarlo dalla capitolazione. Poco prima della resa di Costantino III, giustiziato successivamente dalle truppe di Onorio, i foederati Burgundi e Alani, avendo compreso che l'usurpatore era prossimo alla caduta e non intendendo riconoscere l'autorità di Onorio, nel corso di una riunione tenutasi a Magonza, nominarono un nuovo usurpatore, Giovino, che ottenne inoltre anche l'appoggio dell'aristocrazia gallica. Nel frattempo, nel 412, la Gallia fu invasa dai Visigoti di Ataulfo, che cercarono di passare al servizio di Giovino: quest'ultimo e Ataulfo si trovarono presto in disaccordo e, non approvando la decisione di Giovino di associare al trono il fratello Sebastiano, il re dei Visigoti si accordò con Onorio e detronizzò i due usurpatori. Ritornati in possesso della parte di Gallia non occupata dai Visigoti, nel 413 Onorio e il suo generale Costanzo decisero di riconoscere i Burgundi come Foederati, concedendo loro di occupare parte del territorio sulla frontiera del Reno, nella provincia di Germania II. Intorno al 413, i foederati Franchi devastarono la città di Treviri.
Nel 416-418 i Visigoti combatterono, in qualità di Foederati, Vandali, Alani e Svevi in Spagna, riuscendo a recuperare le province di Cartaginense, Betica e Lusitania, che restituirono ai Romani. Non è da escludere che gli Svevi, in questo periodo, fossero diventati Foederati di Roma, ottenendo così il riconoscimento dell'occupazione della Galizia, come sembrerebbero confermare le numerose negoziazioni diplomatiche riportate da Idazio, nonché l'intervento dei Romani del 420 nel conflitto tra Vandali e Svevi in difesa di questi ultimi, che costrinse i Vandali a migrare in Betica. Altri studiosi si sono dimostrati scettici al riguardo, sostenendo che non ci sono prove certe che gli Svevi fossero foederati di Roma, e che l'intervento romano del 420 in appoggio agli Svevi può essere anche spiegato in base alla necessità di mantenere un equilibrio di potere nella penisola iberica. Nel 422 i Vandali sconfissero i Romani in una grande battaglia campale, forse anche grazie a un presunto tradimento dei foederati Visigoti, e negli anni successivi rafforzarono la loro autorità nella Spagna meridionale, devastandola.

#### L'età di Ezio
L'instabilità politica nell'impero d'Occidente susseguitasi in seguito alla morte del valido generale (e poi imperatore d'Occidente insieme a Onorio nel 421) Costanzo portò a un deterioramento ulteriore della situazione. In un primo momento, nel 421/422, i litigi tra Onorio e la sorella Galla Placidia portarono a frequenti tumulti a Ravenna e culminarono con l'esilio di Galla a Costantinopoli (422). Successivamente, spentosi Onorio, l'usurpazione di Giovanni Primicerio indusse l'impero d'Oriente a inviare una spedizione in Italia per restaurare sul trono d'Occidente la dinastia teodosiana: sconfitto l'usurpatore, fu innalzato sul trono d'Occidente, Valentiniano III, figlio di Galla Placidia e di Costanzo. Infine le guerre civili tra i tre generali Felice, Bonifacio e Ezio portarono a ulteriore instabilità politica. Alla fine fu Ezio ad avere la meglio: fatto giustiziare Felice con l'accusa di cospirazione nel 430 e ucciso in battaglia nei pressi di Ravenna Bonifacio nel 432, Ezio riuscì nel 433 a conquistare il potere supremo dello Stato, ricoperto solo nominalmente dall'imbelle Valentiniano III.
Mentre parte dell'esercito romano era impegnato in evitabili guerre civili, i Barbari, foederati compresi, colsero l'occasione per espandere la propria sfera d'influenza. In particolare i Vandali e gli Alani, uniti sotto la guida del loro re Genserico, invasero l'Africa, forse chiamati dal Comes Africae Bonifacio, rivoltatosi contro Ravenna (429). Secondo Procopio di Cesarea, Bonifacio avrebbe accettato di cedere ai Vandali i due terzi dell'Africa romana in cambio di una alleanza militare contro Ravenna ma, dopo essersi riconciliato con il governo centrale, avrebbe tentato invano di convincere i Vandali a tornare in Spagna. Tuttavia diversi studiosi moderni ritengono poco credibile la storia del tradimento di Bonifacio, sostenendo che i Vandali avrebbero invaso l'Africa di loro iniziativa. In ogni caso i Vandali sconfissero le armate romane in battaglia, costringendo l'impero a firmare un trattato di pace nel 435, con cui ai Vandali e agli Alani furono assegnate parte della Mauritania e della Numidia, probabilmente in qualità di foederati. Tuttavia nel 439 Genserico violò il trattato conquistando Cartagine e l'anno dopo invase la Sicilia, costringendo così l'impero a rinegoziare la pace a condizioni ancora più sfavorevoli. Con il trattato di pace del 442 l'impero d'Occidente cedette ai Vandali le province più produttive dell'Africa, ovvero la parte orientale della Numidia, la Byzacena e la Proconsolare con la capitale Cartagine, riconoscendo inoltre il regno dei Vandali come stato sovrano; in cambio i Vandali restituirono all'impero le Mauritanie, la parte occidentale della Numidia e la Tripolitania, che tuttavia erano state tanto devastate dai saccheggi nemici, che Valentiniano III fu costretto a ridurre a un ottavo della quota normale le tasse che quelle province erano tenute a versare allo Stato. La perdita delle province più produttive dell'Africa e del loro gettito fiscale provocò un ulteriore indebolimento dell'esercito: nel 444 un decreto imperiale ammetteva che le finanze dello Stato, crollate in seguito alla perdita del gettito fiscale dell'Africa, non erano più sufficienti per potenziare l'esercito in maniera adeguata da renderlo in grado di fronteggiare efficacemente le serie minacce militari. Alla difficoltà già presente di reclutare soldati tra i Romani, dovuta alle opposizioni dei proprietari terrieri a fornire soldati e dei contadini stessi, si aggiunse quindi il crollo del gettito fiscale, con conseguente impossibilità di potenziare un esercito già debole, per cui i Romani dovettero ricorrere sempre più spesso all'arruolamento di mercenari barbari.
Ezio faceva molto affidamento sui mercenari unni, i quali erano stati determinanti per la sua ascesa al potere. Nel 425 Ezio, con un esercito di 60 000 mercenari unni, era accorso in Italia in sostegno dell'usurpatore Giovanni Primicerio; arrivato troppo in ritardo per salvare Giovanni, Ezio riuscì però a costringere Galla a nominarlo generale, nonostante fosse un sostenitore dell'usurpatore, proprio grazie all'appoggio dell'armata unna. In seguito, nel 433, Ezio riuscì a costringere Galla a nominarlo magister utriusque militiae, ovvero generalissimo d'Occidente, invadendo l'Italia con altri mercenari unni. Ezio fece ampio uso di mercenari unni anche in Gallia: nel 436 i Burgundi furono massacrati dall'esercito romano-unno di Ezio, ridotti all'obbedienza e insediati come foederati intorno al lago di Ginevra; gli Unni risultarono poi decisivi anche nella repressione della rivolta dei bagaudi in Armorica e nelle vittorie contro i Visigoti a Narbona e sul monte Colubrario, grazie alle quali nel 439 i Visigoti accettarono la pace a condizioni non troppo dissimili a quella del 418. In cambio del sostegno degli Unni, Ezio fu però costretto a cedere loro la Pannonia. Inoltre l'alleanza militare con gli Unni suscitò lo sdegno e la condanna di scrittori cristiani come Prospero Tirone e Salviano di Marsiglia, che si lamentarono non solo per il fatto che il generale Litorio permettesse agli Unni di compiere sacrifici alle loro divinità e di predire il futuro attraverso la scapulimanzia, ma anche per i saccheggi degli Unni ai danni di quegli stessi cittadini che erano tenuti a difendere. Secondo il vescovo Salviano, autore del De gubernatione dei ("Il governo di Dio"), l'impiego dei pagani Unni contro i cristiani (seppure ariani) Visigoti non avrebbe fatto altro che provocare la perdita della protezione di Dio, perché i Romani «avevano avuto la presunzione di riporre la loro speranza negli Unni, essi invece che in Dio». A conferma della sua tesi Salviano rammenta che nel 439 Litorio, arrivato alle porte della capitale visigota Tolosa con l'intento di conquistarla e sottomettere completamente i Visigoti, perse la battaglia decisiva a causa della defezione degli Unni, venendo catturato e successivamente giustiziato. Secondo Salviano, la sconfitta degli arroganti Romani, adoratori degli Unni, contro i pazienti goti, timorati di Dio, oltre a costituire una giusta punizione per Litorio, confermava il passo del Nuovo Testamento, secondo cui «chiunque si esalta sarà umiliato, e chiunque si umilia sarà esaltato».
Ormai l'esercito romano in Occidente era costituito quasi esclusivamente da barbari. Tra il 440 e il 443 Ezio autorizzò nuovi gruppi di barbari a insediarsi in Gallia come foederati: nel 440 insediò nei pressi di Valence un gruppo di Alani, assegnando loro campi abbandonati (deserta rura) per evitare di dovere ricorrere a confische ai danni dei proprietari terrieri locali, mentre nel 442 un altro gruppo di Alani fu insediato nei pressi di Orléans, con l'incarico di reprimere eventuali insurrezioni dei Bagaudi in Armorica; nel 443, inoltre, insediò i Burgundi in Sapaudia, assegnando loro i due terzi delle terre della regione, affinché assistessero l'impero nella difesa delle frontiere. L'insediamento degli Alani nei pressi di Orleans generò le proteste dei proprietari terrieri locali, molti dei quali furono espropriati dei loro possedimenti dai foederati Alani. La politica dei trattati, con i quali si permetteva ai barbari di insediarsi all'interno dell'impero, stava erodendo sempre di più il territorio controllato di fatto dall'impero, ma non si poteva fare altrimenti, perché non si riuscivano più a respingere questi invasori. I foederati Alani di re Goar insediati in Armorica si rivelarono comunque utili all'impero reprimendo con successo, tra il 446 e il 448, la rivolta dei Bagaudi condotti da Tibattone. Nel frattempo, nel 446, Ezio dovette affrontare i Franchi, che avevano invaso la Gallia sconfinando dal proprio territorio, sconfiggendoli e firmando con essi un trattato di alleanza.

Le conquiste del re svevo Rechila (438-448).

La situazione in Spagna si era, nel frattempo, deteriorata. Dopo avere violato i trattati stipulati con l'impero, gli Svevi, sotto la guida del loro re Rechila, avevano sottratto all'impero gran parte della penisola iberica, conquistando Merida nel 439 e le province di Betica e Cartaginense nel 441. L'unica provincia ispanica rimasta sotto il controllo di Roma era la Tarraconense, dove tuttavia erano insorti i separatisti Bagaudi. Ezio si preoccupò soprattutto di reprimere le insurrezioni dei Bagaudi, ma effettuò anche un tentativo per recuperare Betica e Cartaginense agli Svevi inviando nel 446 in Spagna il generale Vito, con un esercito rinforzato da truppe di foederati Visigoti. Vito, affrontato in battaglia da Rechila, fu però sconfitto e costretto al ritiro. Dopo il fallimento della spedizione di Vito gli Svevi, sotto la guida del loro nuovo re Rechiaro, nel 449 si allearono addirittura con i Bagaudi della Tarraconense unendosi a essi nel saccheggio della regione. La situazione per l'impero migliorò leggermente nel 453, allorché i foederati Visigoti repressero per conto dell'impero la rivolta dei Bagaudi, restituendo la Tarraconense all'impero; intorno sempre a questo periodo, Ezio riuscì a conseguire un modesto successo diplomatico, ottenendo dagli Svevi la restituzione della provincia di Cartaginense.
Quando gli Unni da alleati divennero nemici di Ezio e, condotti dal loro re Attila, invasero la Gallia, Ezio non poté fare altro che costituire un esercito "romano" in realtà formato da foederati Visigoti, Burgundi e numerose altre genti barbare: l'esercito romano che sconfisse Attila nella Battaglia dei Campi Catalaunici aveva in realtà ben poco di "romano". L'armata nazionale romana era praticamente scomparsa e negli ultimi decenni dell'impero l'esercito era costituito quasi esclusivamente da mercenari e foederati barbari.

#### La disgregazione finale dell'impero d'Occidente
In seguito alle uccisioni di Ezio (454) e Valentiniano III (455), gli ultimi imperatori d'Occidente erano praticamente imperatori fantoccio, manovrati dai generalissimi di origine germanica, come il visigoto Ricimero e il burgundo Gundobado. L'unico imperatore che cercò di condurre una politica autonoma da Ricimero fu Maggioriano (457-461): fu proprio perché Ricimero non riusciva a controllarlo che Maggioriano fu ucciso nel 461.
In seguito all'uccisione di Valentiniano III, assunse il trono Petronio Massimo; i Vandali di Genserico, però, non riconobbero il nuovo imperatore e colsero il pretesto per rompere il trattato con l'impero e invadere l'Italia; nel 455 avvenne il sacco di Roma a opera dei Vandali di Genserico, mentre Petronio Massimo, che tentava la fuga, venne linciato dalla popolazione. Essendo rimasto vacante il trono in seguito a questi avvenimenti, i foederati Visigoti e l'aristocrazia romano-gallica tentarono di imporre il loro candidato al trono, Avito, un generale romano che era stato in precedenza ambasciatore presso i Visigoti. Proclamato imperatore ad Arelate il 9 luglio 455 Avito, forte dell'appoggio militare dei Visigoti di re Teodorico II, marciò fino a Roma, dove riuscì a farsi riconoscere imperatore (settembre 455). Avito, essendo stato imposto dai foederati Visigoti come imperatore, mantenne buone relazioni con essi e affidò loro il compito di sconfiggere gli Svevi, che avevano invaso le province romane di Cartaginense e Tarraconense, rinforzando l'esercito visigoto con foederati Burgundi. La spedizione visigota ebbe successo e gli Svevi furono costretti a ritirarsi in Galizia, ma i Visigoti non esitarono a spogliare dei propri beni gli stessi cittadini romani che dovevano difendere e a impadronirsi di fatto del controllo dei territori conquistati in Spagna a scapito dell'impero (ottobre 455). Avito, nel frattempo, intervenne in Pannonia, riuscendo a costringere gli Ostrogoti a riconoscere la sua sovranità sulla provincia, come Foederati. Inviò, inoltre, il generale di origini barbariche Ricimero a fermare i saccheggi dei Vandali in Italia meridionale e in Sicilia: Ricimero riuscì nell'impresa e fu ricompensato con la promozione a magister militum praesentalis.
Avito, tuttavia, si attirò ben presto l'ostilità di gran parte della popolazione romana, del senato e dell'esercito. L'aristocrazia italica aveva difatti accettato controvoglia un imperatore gallico imposto dai Visigoti. Inoltre, l'interruzione dei rifornimenti provenienti dall'Africa occupata dai Vandali provocò la carestia in città e la popolazione affamata se ne lamentò con l'imperatore chiedendogli di congedare le truppe visigote così da non dovere sfamare anch'esse; inoltre Avito, non disponendo di denaro sufficiente per pagare le truppe visigote, fu costretto a fondere le statue superstiti al sacco dei Vandali, atto che non fece che accrescere l'opposizione nei suoi confronti. E così, quando i soldati visigoti furono congedati, i generali Maggioriano e Ricimero si rivoltarono apertamente costringendo Avito a fuggire ad Arelate, da dove implorò invano il re visigoto di intervenire in suo soccorso. Avito rientrò in Italia con le truppe a sua disposizione ma fu vinto presso Piacenza e detronizzato (456). La fine di Avito provocò la rivolta della prefettura gallica, che non volle riconoscere il nuovo imperatore Maggioriano e si separò dall'impero, con l'appoggio dei Visigoti e dei Burgundi, che ne approfittarono per espandere la propria sfera di influenza: i Burgundi in particolare si espansero nella Valle del Rodano, occupando temporaneamente Lione con l'appoggio della popolazione locale. I foederati Franchi, inoltre, minacciavano la frontiera del Reno, difesa dal generale Egidio.

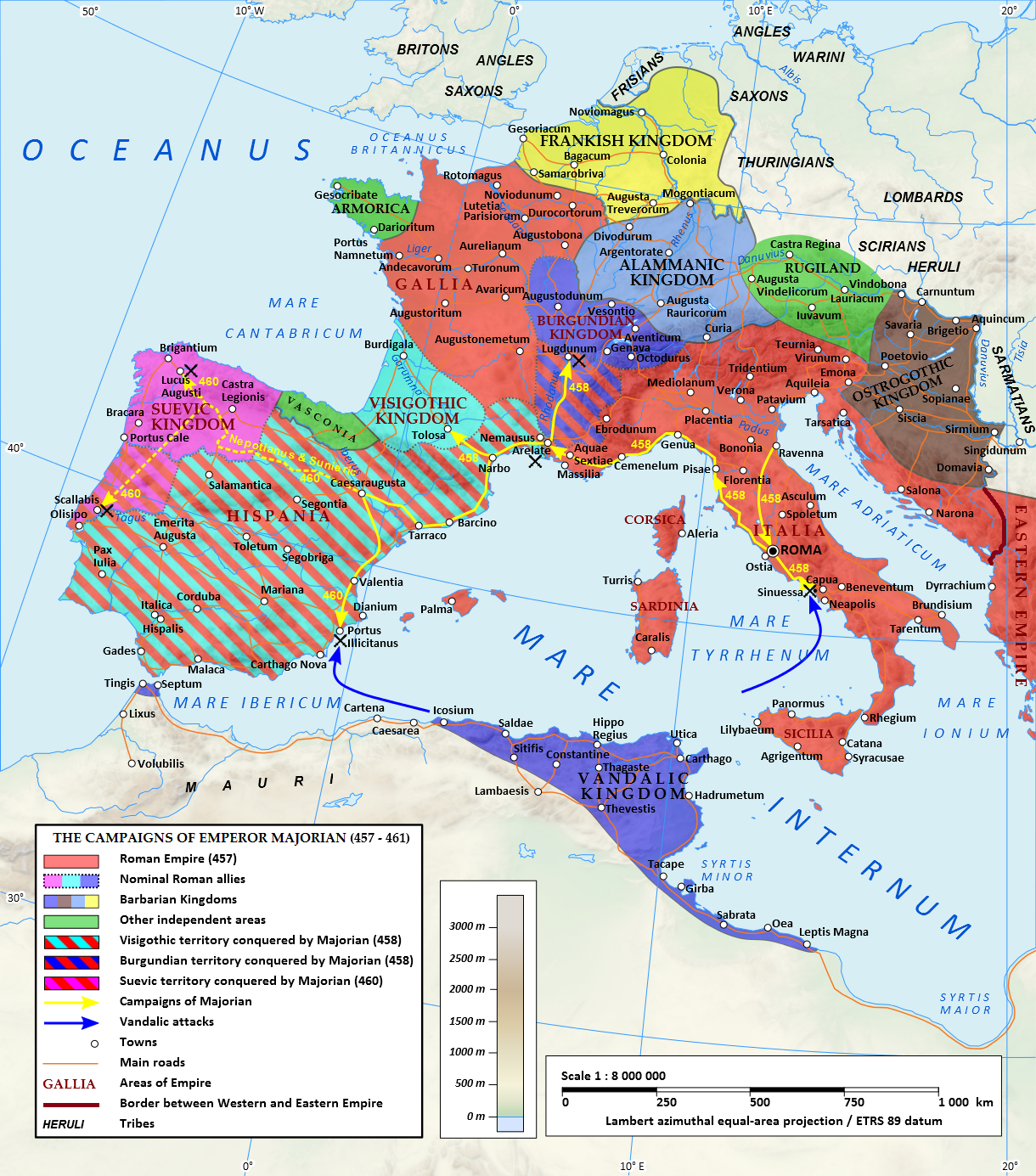
L'impero romano d'Occidente sotto Maggioriano. Si noti come l'Illirico fosse solo nominalmente sotto il dominio dell'imperatore, mentre il potere effettivo era tenuto dal comes Marcellino; anche la Gallia e parte dell'Hispania erano di fatto, all'inizio del regno di Maggioriano, fuori dal controllo dell'imperatore, in quanto occupate dai Visigoti e dai Burgundi.

Determinato a recuperare il controllo della prefettura gallica, finita sotto il controllo dei separatisti romano-gallici appoggiati dai foederati Visigoti e Burgundi, Maggioriano rinforzò l'esercito reclutando molti barbari da oltre Danubio; per fronteggiare le incursioni dei Vandali, inoltre, potenziò la marina militare romana, che ai quei tempi era decaduta al punto da essere di fatto scomparsa. Verso la fine del 458 Maggioriano attraversò le Alpi alla testa di un'armata di mercenari barbari entrando a Lione, che nel frattempo era stata riconquistata ai Burgundi dal generale Egidio. Maggioriano, anche grazie ad alcuni limitati successi militari, riuscì a ottenere il riconoscimento da Burgundi e Visigoti, che tornarono al servizio dell'impero in qualità di foederati; in cambio fu, tuttavia, costretto a riconoscere ai Burgundi il possesso dei territori della Valle del Rodano conquistati durante la rivolta, a eccezione di Lione. Maggioriano affidò ai Visigoti il compito di proseguire la guerra in Galizia contro gli Svevi, inviando loro dei rinforzi sotto il comando del generale romano Nepoziano, e allestì una potente flotta in Spagna, con l'intento di riconquistare l'Africa ai Vandali; la flotta fu però distrutta dai pirati vandali con l'aiuto di traditori e l'imperatore fu costretto a rinunciare alla riconquista dell'Africa e a firmare con Genserico un trattato oneroso con cui l'impero, probabilmente, riconosceva ai Vandali il possesso della Mauritania, nonché della Sardegna, Corsica e Baleari. Congedata la sua armata di mercenari barbari, Maggioriano ritornò in Italia, dove fu però detronizzato e giustiziato per volere di Ricimero nei pressi di Tortona nell'agosto del 461. Ricimero impose come nuovo imperatore d'Occidente Libio Severo.

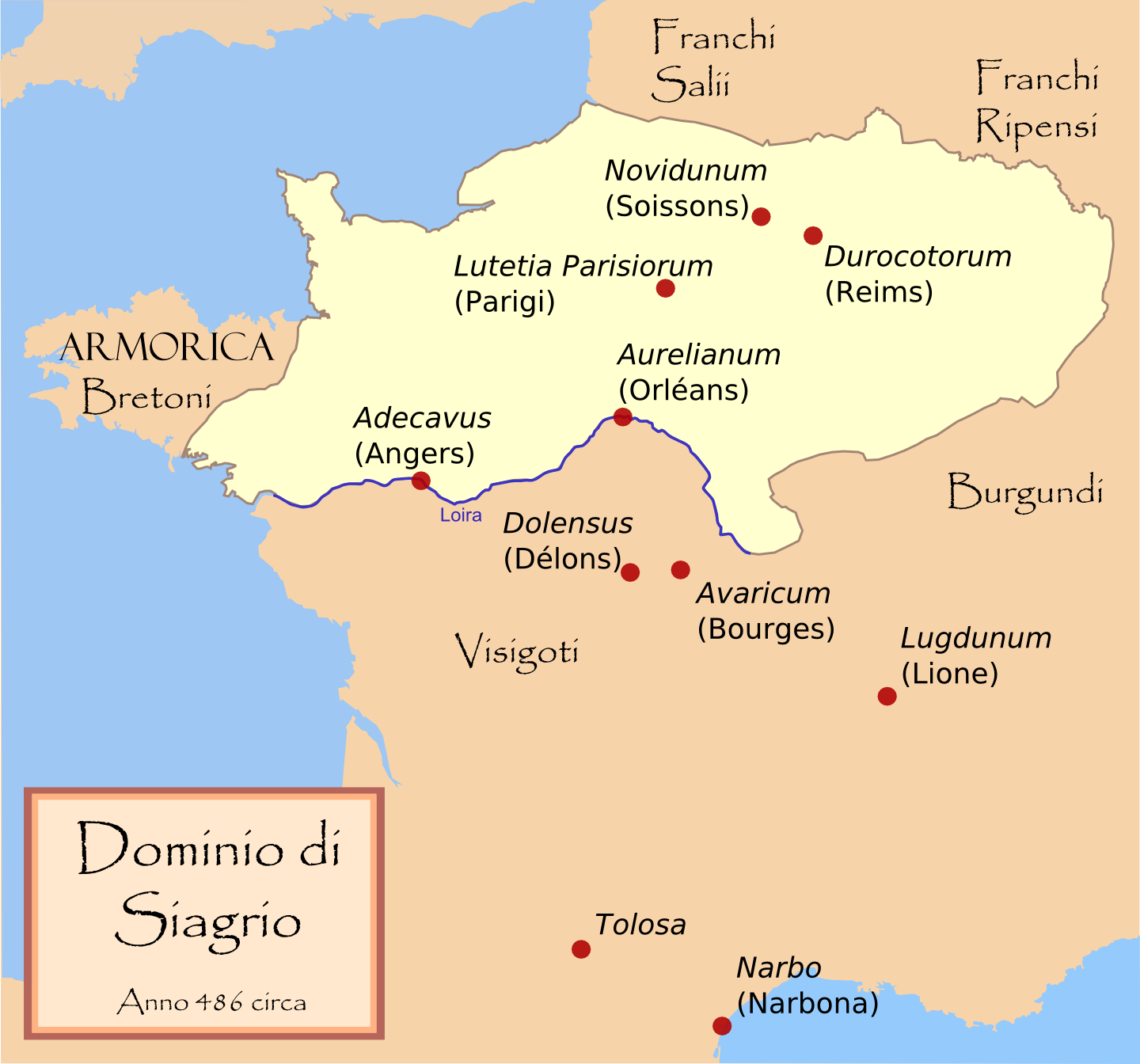
Area controllata da Siagrio, figlio e successore di Egidio.

Il nuovo imperatore, tuttavia, non fu riconosciuto né dal Comes Illyrici Marcellino, né da Egidio, né dall'impero d'Oriente, portando a un aggravamento della crisi dell'impero. Dopo avere subito la diserzione dei mercenari unni su istigazione di Ricimero, Marcellino si ritirò dalla Sicilia e tornò in Dalmazia, che separò dall'impero. Nel frattempo si era rivoltato anche Egidio, che separò la Gallia dal resto dell'impero, forte dell'appoggio dell'esercito delle Gallie. Ricimero riuscì tuttavia a mettergli contro Visigoti e Burgundi, al prezzo di nuove pesanti concessioni territoriali (ai Visigoti cedette Narbona e ai Burgundi concesse di espandersi nella Valle del Rodano); a Egidio, tenuto impegnato a combattere i Barbari in Gallia, fu così tolta l'opportunità di invadere l'Italia. Egidio era appoggiato dai foederati Franchi, dei quali sarebbe diventato addirittura re secondo la testimonianza di Gregorio di Tours, anche se la notizia viene ritenuta inattendibile dalla storiografia moderna. Egidio tentò inoltre di allearsi con i Vandali contro Libio Severo e sembrerebbe anche avere sobillato gli Alani a invadere l'Italia, incursione che fu tuttavia respinta nei pressi di Bergamo da Ricimero.
Mentre i Romani si combattevano tra di loro in un'evitabile guerra civile utilizzando i foederati barbari l'uno contro l'altro e permettendo loro di rafforzare il loro potere ai danni dell'ormai decadente impero, l'Italia meridionale e la Sicilia erano devastate dai Vandali, che avevano colto l'uccisione di Maggioriano come pretesto per rompere il trattato stretto con lui e riprendere i loro saccheggi. Ricimero inviò un'ambasceria presso Genserico, intimandogli di rispettare il trattato stretto con Maggioriano, di restituire la libertà alla moglie e alle figlie di Valentiniano III e di guardarsi dal devastare la Sicilia e l'Italia meridionale. In seguito a un trattato stipulato con l'impero d'Oriente nel 462, Genserico accettò soltanto di liberare Placidia ed Eudocia, che nel frattempo era stata costretta a sposare Unerico, ma non cessò le incursioni in quelle regioni; il suo scopo era ricattare l'impero d'Occidente al fine di costringerlo ad accettare come imperatore Olibrio, cognato della nuora del re vandalo.
Prisco di Panion narra che l'impero d'Occidente, impossibilitato a contrastare i saccheggi dei pirati vandali in quanto privo di una propria flotta, chiese in prestito alla pars orientis una flotta, ricevendone però un rifiuto, non solo perché l'imperatore d'Oriente Leone I non aveva riconosciuto Libio Severo quale imperatore legittimo, ma anche perché il trattato di pace del 462 imponeva all'impero d'Oriente di mantenersi neutrale nei conflitti tra pars occidentis e Vandali. Era ovvio che, finché Libio Severo fosse rimasto al potere, Ricimero non avrebbe ottenuto dalla pars orientis gli aiuti necessari contro i Vandali. Nel 465 Libio Severo si spense in circostanze sospette, forse avvelenato da Ricimero, il quale intavolò prontamente lunghe trattative con Costantinopoli al fine di trovare un accordo sul nuovo imperatore d'Occidente. Nel 467 Ricimero fu costretto ad accettare come imperatore il "greco" Antemio, il candidato dell'imperatore d'Oriente, in cambio di una alleanza militare contro i Vandali. La spedizione congiunta dei due imperi contro i Vandali (468), tuttavia, fallì, e con essa l'impero d'Occidente andò verso il completo collasso.
In Gallia il nuovo re dei Visigoti, Eurico, resosi conto della sempre più crescente debolezza dell'impero, decise di rompere il trattato di alleanza e di invaderlo (469). Antemio aveva a disposizione l'armata bretone del re Riotamo e i foederati burgundi condotti dal loro re Chilperico, che peraltro era anche magister militum per Gallias. L'armata bretone fu tuttavia sconfitta da Eurico e costretta a ripararsi presso i Burgundi, mentre i Visigoti si impadronirono di gran parte della Narbonense I, nonché di Bourges e di Tours. L'avanzata visigota verso la Gallia settentrionale fu arrestata presso la Loira dall'esercito sotto il controllo dei separatisti romani della Gallia settentrionale, ma in compenso i Visigoti sconfissero nei pressi di Arelate un'armata romana proveniente dall'Italia e si impadronirono di tutta l'Alvernia, a eccezione della città di Clermont, che continuava a resistere strenuamente all'assedio visigoto sotto la guida del letterato Sidonio Apollinare e di suo cognato Ecdicio Avito.
Mentre la Gallia era devastata dai Visigoti Ricimero decise di detronizzare Antemio e di collocare sul trono d'Occidente Olibrio, il candidato di Genserico; alla testa di armate barbare, tra cui spiccavano gli Eruli di Odoacre, Ricimero costrinse Antemio a ripararsi a Roma, dove fu assediato; durante l'assedio gli Ostrogoti di Vidimero tentarono di intervenire in sostegno di Antemio, ma in uno scontro nei pressi di Roma furono sconfitti dall'armata di Ricimero e i superstiti passarono dalla parte di quest'ultimo. Nel luglio del 472 Roma fu espugnata e sottoposta a sacco da Ricimero, che giustiziò Antemio e collocò sul trono imperiale Olibrio. Sia Olibrio che Ricimero perirono entro pochi mesi e il titolo di generalissimo dell'impero d'Occidente spettò al burgundo Gundobado, che impose come imperatore d'Occidente Glicerio. Egli non fu però riconosciuto dall'impero d'Oriente che inviò un'armata in Italia per imporre sul trono d'Occidente il proprio candidato, Giulio Nepote. Glicerio fu sconfitto e condannato all'esilio, mentre Gundobado lasciò la carica per diventare re dei Burgundi.
Mentre l'impero d'Occidente era impegnato in questi conflitti interni i Visigoti di Eurico ne approfittarono per conquistare nel 473 le ultime città romane nella provincia ispanica di Tarraconense e tentarono successivamente di invadere l'Italia, venendo però sconfitti dalle armate romane. Giulio Nepote, nel tentativo di salvare dalla conquista visigota le città romane a est del Rodano, tra cui Marsiglia e Arelate, nel 475 inviò il vescovo di Pavia Epifanio che trattò con i Visigoti, firmando con essi un trattato con cui veniva ceduta ai Visigoti la città di Clermont e riconosciute le loro conquiste, in cambio della pace e dell'alleanza con l'impero. L'anno successivo, tuttavia, i Visigoti violarono il trattato espugnando Arelate e Marsiglia. Persa anche la Gallia in seguito alle conquiste del re visigoto Eurico, l'impero si era ridotto quasi esclusivamente all'Italia.

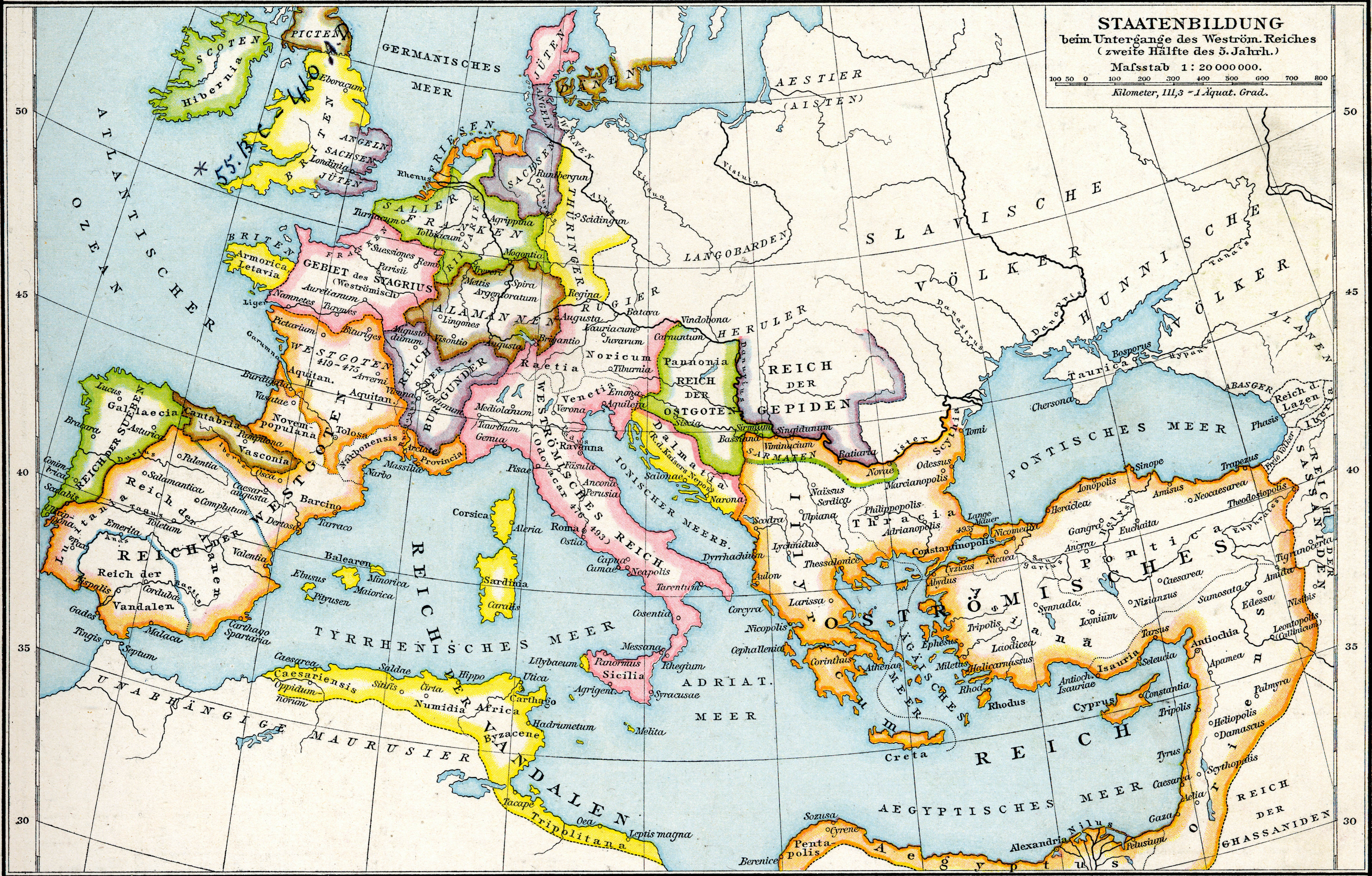
I regni romano-barbarici dopo il 476

L'esercito romano d'Italia era però ormai quasi esclusivamente costituito da truppe di mercenari Sciri, Rugi, Eruli e Turcilingi, che arrivarono addirittura a pretendere dallo Stato romano un terzo delle terre dell'Italia; dopo avere ricevuto il rifiuto dal generale Oreste, che governava l'impero per conto del figlio e imperatore nominale Romolo Augusto, essi si rivoltarono, elessero come loro capo Odoacre, e marciarono su Ravenna. Deposto Romolo Augusto il 4 settembre 476, Odoacre, conscio che la figura dell'imperatore aveva ormai perso ogni ragione di esistere, essendo stata privata di ogni potere effettivo dai generali barbari che lo avevano preceduto, decise di rinunciare alla farsa di nominare un ulteriore imperatore d'Occidente, anche perché sarebbe stato solo un suo imperatore fantoccio. Inviò, invece, un'ambasceria presso Zenone, imperatore d'Oriente. L'ambasceria del senato romano, presentatosi di fronte a Zenone, gli comunicò che non erano più necessari due imperatori ma che ora ne era sufficiente soltanto uno, quello di Costantinopoli, e chiese a Zenone di riconoscere a Odoacre il titolo di patrizio: quest'ultimo, in cambio, avrebbe governato l'Italia come funzionario dell'impero d'Oriente. Così cadde l'impero d'Occidente, a causa di una rivolta interna dell'esercito romano ormai imbarbaritosi al punto da portare l'impero sotto il controllo dei barbari:
(Procopio di Cesarea, Storia delle guerre, V, 1.)
Non tutta la parte occidentale dell'impero era caduta sotto il dominio dei Barbari. Giulio Nepote, dopo essere stato detronizzato nel 475 ed essere fuggito dall'Italia, continuava a governare in esilio in Dalmazia, rivendicando il titolo di imperatore d'Occidente (e venendo riconosciuto anzi come tale dalla corte di Costantinopoli) fino al 480, quando fu assassinato in una congiura. Tuttavia, nonostante le sollecitazioni in tal senso dell'imperatore d'Oriente Zenone, Odoacre non permise mai a Nepote di tornare dalla Dalmazia, anche se fece battere delle monete in suo nome. Quando nel 480 Nepote perì in una congiura Odoacre invase e sottomise la Dalmazia. Alcuni studiosi considerano questa la vera data della caduta dell'impero d'Occidente, dato che istituzionalmente Romolo Augusto era un usurpatore, non essendo stato riconosciuto dalla parte orientale, e l'ultimo imperatore legittimo, Giulio Nepote, continuò a governare in Dalmazia fino al 480.
In Gallia Settentrionale, tuttavia, continuava a resistere il dominio di Soissons, governato da Siagro, definito "re dei Romani" dalle fonti. Esso era però minacciato dai foederati Franchi, che nel 486 sconfissero Siagro nella Battaglia di Soissons, sottomettendo così l'ultima regione della pars occidentis ancora non occupata dai Barbari.

#### Gli Ostrogoti
In seguito al collasso dell'impero unno nel 454 gli Ostrogoti ottennero in concessione dall'imperatore Marciano il permesso di occupare la Pannonia settentrionale in qualità di Foederati. Alcuni anni dopo, in seguito al rifiuto dell'imperatore Leone I di pagare loro il tributo annuale di 100 libbre d'oro garantito da Marciano, gli Ostrogoti devastarono per rappresaglia le province illiriche, espugnando Dyracchium. Nel 461 fu firmata la pace tra Ostrogoti e impero d'Oriente, con il rinnovo del tributo annuale e l'invio come ostaggio di Teodorico Amalo, figlio del re ostrogoto Teodomiro, a Costantinopoli. In seguito al rafforzamento del potere ostrogoto sotto la conduzione di Teodomiro, Leone I ritenne opportuno rafforzare i legami con gli Ostrogoti e concesse a Teodorico di ritornare presso il suo popolo. Teodorico succedette a Teodomiro nel 471, ed entro il 475 trasferì la propria nazione dalla Pannonia al loro nuovo insediamento in Mesia Inferiore, le stesse regioni che erano state occupate dai Visigoti di Alarico all'inizio del regno di Arcadio.
Nel frattempo in Tracia era stato insediato da tempo un gruppo di foederati Ostrogoti, sotto il comando di Teodorico Strabone. È discussa la data del loro insediamento: alcuni studiosi ritengono, basandosi su un dubbio passo di Teofane Confessore, che questo gruppo di Goti fosse già presente in Tracia intorno al 420, altri ritengono che il loro arrivo in Tracia sarebbe da datare intorno al 455, come conseguenza della disgregazione dell'impero degli Unni. Nel 471, in seguito all'esecuzione del magister militum Aspar ordinato dall'imperatore Leone I, questo gruppo di Goti, vincolato da legami di amicizia con Aspar, si rivoltò, acclamando re il loro comandante, Teodorico Strabone, e inviando un'ambasceria presso Leone, chiedendo che il loro capo fosse nominato magister militum praesentalis, in sostituzione di Aspar, e la concessione di nuove terre in Tracia per le sue truppe. L'imperatore si mostrò disposto ad accettare la nomina a magister militum ma non le altre richieste; Teodorico Strabone, per rappresaglia, devastò il territorio di Filippopoli e si impadronì di Arcadiopoli ottenendo la sua resa per fame. La devastazione della Tracia spinse Leone a negoziare: accettò di pagare uno stipendio annuale di duemila libbre d'oro ai Goti e a concedere loro di insediarsi in un distretto della Tracia, nominando inoltre Teodorico Strabone magister militum praesentalis e riconoscendolo come re dei Goti.
Nel 475-476 Teodorico Strabone prese le parti dell'usurpatore Basilisco, mentre l'imperatore legittimo Zenone fu sostenuto da Teodorico Amalo. Dopo essersi ripreso il trono usurpatogli da Basilisco, Zenone destituì Teodorico Strabone dal comando dell'esercito sostituendolo con Teodorico Amalo; quest'ultimo ricevette inoltre la carica di patrizio, e la conferma imperiale del possesso delle terre che il suo popolo aveva occupato nella Mesia Inferiore, oltre alla promessa di uno stipendio annuale. Ben presto fu evidente che la politica dell'imperatore Zenone era quella di mettere Teodorico Strabone e Teodorico Amalo l'uno contro l'altro. Nei tre anni successivi (477-479), le relazioni tra l'imperatore e i due rivali cambiarono di continuo: in una prima fase Zenone e Teodorico Amalo erano alleati contro Teodorico Strabone; nella seconda fase i due generali goti unirono le forze contro Zenone; nella terza fase Teodorico Strabone e Zenone cooperarono contro Teodorico Amalo.
La prima fase ebbe inizio allorché Teodorico Strabone inviò un'ambasceria per riconciliarsi con l'imperatore: l'ambasceria si lamentò peraltro con Zenone del fatto che Teodorico Amalo, nonostante i danni cagionati all'impero, fosse stato ricompensato con i titoli di generale romano e di amico dello Stato. Tuttavia l'imperatore, dopo essersi consultato con il senato, rifiutò la proposta, a causa dell'impossibilità di finanziare entrambi i generali e le loro armate, essendo le finanze pubbliche a stento sufficienti per pagare le truppe romane. Tuttavia nel 478 Zenone, resosi conto che Teodorico Strabone stava rafforzando la propria posizione e che Teodorico Amalo non era in grado di neutralizzarlo, decise di negoziare con il primo, proponendogli di vivere come cittadino privato in Tracia, conservando tutto il bottino accumulato con il saccheggio; in cambio avrebbe dovuto giurare di non devastare mai più l'impero e, come garanzia, avrebbe dovuto inviare suo figlio a Costantinopoli come ostaggio. Teodorico Strabone rifiutò però la proposta, con il pretesto che gli era impossibile ritirarsi senza pagare le truppe al suo servizio. Zenone optò per la guerra, senza però ottenere risultati risolutivi.
Zenone inviò quindi un'ambasceria a Teodorico Amalo, formalmente un generale romano, ordinandogli di marciare contro il nemico; Teodorico obbedì, ma non prima di avere ottenuto dall'imperatore e dal Senato il giuramento che non avrebbero mai negoziato con Teodorico Strabone. Teodorico avrebbe dovuto ricevere rinforzi consistenti dai Romani, ma questi ultimi non rispettarono i patti, e quando i Goti di Teodorico arrivarono in prossimità degli accampamenti dei Goti di Teodorico Strabone, quest'ultimo raggiunse l'accampamento di Teodorico Amalo e lo rimproverò, dandogli del sempliciotto per non essersi reso conto del piano dei Romani, che desideravano liberarsi di entrambe le armate gotiche, istigandole alla mutua distruzione, ed erano indifferenti su quale dei due partiti avrebbe vinto. Questa argomentazione spinse i due schieramenti ad allearsi contro Zenone (478).
I due generali ostrogoti inviarono ambasciatori a Costantinopoli. Teodorico Amalo, lamentandosi con Zenone per averlo ingannato con false promesse, richiedeva non solo la concessione di territori al suo popolo, ma anche del grano per potere mantenere la sua armata durante la carestia, e minacciò, in caso di mancata accettazione della sua richiesta, il saccheggio dei territori imperiali, necessario per il sostentamento del proprio esercito. Teodorico Strabone richiese il rinnovo del trattato firmato con Leone nel 473, nonché il pagamento di un tributo. Zenone si preparò alla guerra, annunciando alle truppe che avrebbe condotto di persona l'esercito. Ciò generò enorme entusiasmo tra i soldati, ma all'ultimo momento Zenone cambiò idea, e le armate minacciarono una rivolta, per prevenire la quale l'esercito fu disgregato e i reggimenti inviati ai loro quartieri invernali.
Con l'esercito sbandato, e con Teodorico Amalo intento nel devastare le regioni della Tracia limitrofe al Monte Rodope, ai confini tra Tracia e Macedonia, Zenone fu costretto a negoziare un'alleanza con Teodorico Strabone. Teodorico Strabone accettò la pace e l'alleanza con l'imperatore a condizione che fosse pagato annualmente con una somma equivalente agli stipendi di 13 000 soldati, che fosse posto al comando di due scholae e nominato magister militum praesentalis, e gli fossero restituite tutte le dignità che Basilisco gli aveva assegnato; inoltre, i suoi connazionali avrebbero dovuto stabilirsi in una città assegnata da Zenone. Teodorico fu deposto dalla carica di magister militum, e sostituito da Teodorico Strabone (fine del 478).
Teodorico Amalo, minacciato dalle forze superiori di Teodorico Strabone, riuscì comunque a fuggire in Macedonia, devastando la città di Stobi e dirigendosi minacciosamente verso Tessalonica. Zenone inviò Adamanzio con l'intento di offrire ai Goti terre a Pautalia e duecento libbre d'oro, ritenute sufficienti per il sostentamento dei Goti almeno per quell'anno. Se i Goti avessero accettato l'offerta, essi sarebbero stati maggiormente controllabili, poiché il territorio di insediamento proposto si trovava in una posizione intermedia tra le armate illiriche e traci. Nei pressi di Dyrrhachium, Teodorico e l'ambasciatore Adamanzio si incontrarono per il proseguimento delle trattative. Teodorico Amalo si lamentò per il fatto che, all'epoca in cui era stato assunto per combattere Teodorico Strabone, l'imperatore non aveva mantenuto la promessa di inviargli rinforzi sotto il comando del magister militum per Thraciam e da altri generali, deplorando inoltre che le guide fornitegli da Zenone lo avessero condotto per vie impervie esponendolo agli attacchi del nemico. Per tutta risposta l'ambasciatore accusò Teodorico di devastare le province dell'impero comportandosi come un nemico, mostrando così ingratitudine nei confronti dell'imperatore che lo aveva nominato patrizio e magister militum, due delle cariche più prestigiose dell'impero; dopo avere sfrontatamente dichiarato che Teodorico non aveva scampo contro le armate imperiali che ormai lo avevano circondato, gli intimò di evacuare l'Epiro e di trasferirsi in Dardania, dove vi era un esteso territorio di suolo prospero, disabitato e bastevole per il sostentamento del suo popolo. Teodorico promise che, se fosse stato loro concesso di svernare a Dyrrachium, sarebbero migrati in Dardania nella primavera successiva; aggiunse inoltre di essere disposto a lasciare gli ostrogoti non idonei alla guerra in qualunque città indicata da Zenone, a dare in ostaggio sua madre e sua sorella, e a prendere le armi contro Teodorico Strabone con seimila dei suoi soldati, in alleanza con l'armata illirica; chiedeva in cambio, dopo avere annientato il suo rivale, di succedergli come magister militum e di essere inoltre ricevuto a Costantinopoli alla stregua di un romano; inoltre si dichiarò disposto, nel caso l'imperatore lo desiderasse, a recarsi in Dalmazia e restaurare Giulio Nepote. Adamanzio inviò un messaggero a Costantinopoli per comunicare all'imperatore le proposte di Teodorico. Tuttavia, contemporaneamente all'arrivo del messaggio di Adamanzio, l'imperatore aveva ricevuto un messaggio dal generale Sabiniano che gli annunciava il successo di un'imboscata ai danni degli Ostrogoti e lo dissuadeva dal trattare la pace con Teodorico; di conseguenza Zenone rifiutò le proposte di pace, e permise a Sabiniano di continuare la guerra (anno 479). Per un anno e mezzo Sabiniano riuscì a tenere sotto controllo i Goti in Epiro, ma fu poi ucciso per ordine del suo ingrato signore, e Giovanni Scita e Moschiano furono chiamati a succedergli.
La rivolta di Marciano verso la fine dell'anno 479 aveva fornito a Teodorico Strabone un pretesto per marciare su Costantinopoli per assistere il governo. Dopo avere estorto denaro da Zenone ricevette due dei cospiratori nel suo accampamento ma rifiutò di consegnarli. Fu quindi ancora una volta privato delle sue dignità e dichiarato un nemico dello Stato. Entrò ancora una volta in alleanza con Teodorico Amalo e devastò la Tracia. Zenone invocò il sostegno dei Bulgari del basso corso del Danubio, ma essi furono sconfitti da Teodorico Strabone, che marciò minacciosamente su Costantinopoli (anno 481). Tuttavia, a salvare la capitale, intervenne l'esercito di Illo, che dispose delle guardie alle porte giusto in tempo. Teodorico Strabone, dopo avere tentato invano di invadere la Bitinia, venendo però sconfitto in una battaglia navale, devastò la Tracia e successivamente la Grecia, alla testa di 30 000 seguaci. Tuttavia, sulla via Egnazia, perì accidentalmente (anno 481). Il figlio Recitaco gli succedette, devastando la Tracia, prima di essere ucciso tre anni dopo da Teodorico Amalo, su istigazione di Zenone.
Nel 482 Teodorico devastò le province della Macedonia e della Tessaglia, espugnando la città di Larissa. Ciò spinse l'imperatore a firmare un nuovo accordo, con il quale furono concesse agli Ostrogoti parte della Mesia e della Dacia Ripense, e Teodorico fu nominato magister militum (483). Inoltre, nel 484, Teodorico fu nominato console, e assistette Zenone contro il ribelle Illo. In seguito a un nuovo peggioramento dei rapporti con l'imperatore, Teodorico devastò la Tracia nel 486 e marciò su Costantinopoli nel 487, occupando durante il tragitto le città di Rhegium e di Melanthias. Ma l'intervento di sua sorella, che si trovava alla corte di Zenone, lo spinse a ritirarsi nei suoi quartieri in Mesia, che avrebbe presto abbandonato per sempre.
Infatti gli Ostrogoti di Teodorico furono ingaggiati dall'imperatore d'Oriente Zenone per liberare l'Italia dal dominio di Odoacre. Invasa l'Italia nel 489, essi riuscirono a sconfiggere Odoacre e ottennero il diritto di governarla per conto dell'imperatore. Teodorico ottenne dall'imperatore Anastasio I il titolo di patricius e il suo popolo, in qualità di foederati, ricevette un terzo delle tenute romane; ma, poiché la commissione che aveva il compito di portare avanti la spartizione era sotto la presidenza di un senatore, Liberio, si può assumere che i possedimenti senatoriali vennero risparmiati per quanto possibile, e che gli Ostrogoti espropriarono dei loro terreni soprattutto i Germani di Odoacre, molti dei quali furono uccisi o espulsi.
Sotto Teodorico l'Italia rimase formalmente parte dell'impero. Teodorico formalmente governava l'Italia in qualità di magister militum e di alto ufficiale dell'imperatore d'Oriente. Di fatto, invece, era un sovrano indipendente, pur avendo un certo numero di limitazioni al proprio potere, che implicavano la sovranità dell'imperatore. Teodorico, infatti, non usò mai gli anni di regno allo scopo di datare documenti ufficiali, non rivendicò mai il diritto di battere moneta se non in subordinazione all'imperatore, ma soprattutto non emanò mai leggi (leges) bensì solo edicta. Secondo il diritto romano, infatti, emanare leggi (leges) era prerogativa esclusiva dell'imperatore, mentre gli alti ufficiali, come Teodorico, potevano emanare al più edicta. Poiché gli edicta potevano essere emanati a condizione che non violassero una legge preesistente, ciò significava che Teodorico poteva modificare leggi preesistenti in punti particolari, rendendole più severe o più miti, ma non poteva originare nuovi principi o istituzioni. Gli editti di Teodorico, infatti, non introducono novità e non alterano alcun principio già preesistente.
A partire dal 498 Teodorico nominò uno dei consoli, ma con la limitazione che egli dovesse essere un cittadino romano, non un goto. L'unica eccezione alla regola ebbe luogo nel 519, con la nomina a console del genero di Teodorico, Eutarico, ma in quel caso a fare la nomina non fu Teodorico, bensì l'imperatore stesso. Le limitazioni che escludevano i Goti dal consolato si estesero inoltre anche alle cariche civili (prefetto del pretorio, praefectus urbi, consulares, correctores, praesides, magister officiorum), che furono mantenute in vigore sotto il governo ostrogoto, come era già stato con Odoacre. Inoltre i Goti furono esclusi dalla dignità onoraria di patrizio, a eccezione di Teodorico stesso, che l'aveva ricevuta dall'imperatore. I Goti furono esclusi anche dal senato romano, che continuò a riunirsi e a eseguire le stesse funzioni esercitate nel corso del V secolo. L'esclusione dei Goti dalle cariche civili era dovuta al fatto che non erano cittadini romani, ma avevano la condizione giuridica di stranieri soggiornanti in territorio romano; per tale motivo a essi si applicavano esclusivamente le leggi facenti parte dello ius commune, come lo stesso editto di Teodorico, indirizzato sia ai Romani che ai Goti. Teodorico non poteva conferire la cittadinanza romana ai Goti, prerogativa esclusiva dell'imperatore, per cui i Goti continuarono a rimanere esclusi dalle cariche civili.
Comunque, anche se tutte le cariche civili furono riservate ai Romani, nel caso delle cariche militari, fu esattamente l'opposto. Infatti, i Romani furono completamente esclusi dall'esercito di Teodorico, che era interamente goto. Teodorico era il comandante dell'esercito, in qualità di magister militum. Avendo la condizione giuridica di soldati mercenari gli Ostrogoti venivano giudicati da corti militari, in conformità con il diritto romano, che stabiliva che i soldati dovessero essere giudicati da una corte militare. In questo caso Teodorico interferì in modo serio con i diritti dei cittadini romani sotto il suo dominio. Tutti i processi tra Romani e Goti furono portati di fronte a queste corti militari; un avvocato romano era sempre presente in qualità di assessor, ma in ogni caso queste corti militari tendevano a favorire i Goti. Inoltre, come l'imperatore, Teodorico aveva una corte regia suprema che poteva annullare ogni decisione di una corte di rango inferiore. Si può concludere che fu nel campo della giustizia, e non in quello legislativo, che i re germanici stabilirono la loro effettiva autorità in Italia.

### Età bizantina
Un'ulteriore variazione di significato del termine foederati avvenne nel VI secolo, in età giustinianea. Ai tempi di Giustiniano, i foederati che servivano nell'esercito romano d'Oriente non erano più bande irregolari di barbari sotto il comando dei loro capi tribali che inviavano contingenti militari in sostegno dell'esercito romano in cambio di denaro o dello stanziamento in un territorio, ma erano diventati parte integrante dell'esercito bizantino: nelle fonti, sono spesso citati come soldati regolari, ed erano sottoposti al comando di un generale bizantino.
Procopio commentò così il cambiamento di significato del termine foederati (in greco phoideratoi):
(Procopio di Cesarea, Storia delle guerre, III,11.)
Procopio sembrerebbe implicare che nel VI secolo anche i cittadini romani fossero ammessi nei reggimenti di foederati. In ogni caso sembrerebbe che i foederati fossero ancora costituiti prevalentemente da Barbari, come risulterebbe da un altro passaggio di Procopio, in cui viene affermato che gli Eruli furono reclutati nei Foederati, e da una legge di Giustiniano che afferma che molti goti furono inseriti nei Foederati. In ogni caso, le leggi implicano che i Foederati facessero parte dell'esercito regolare, anche se erano distinti dai Comitatenses. I Foederati erano volontari, reclutati individualmente soprattutto tra i barbari ma anche tra i cittadini romani, ricevendo paga e venendo sottoposti al comando di generali romani, esattamente come i Comitatenses. I Foederati Goti sembra che godessero anche di una certa libertà religiosa, a giudicare dal fatto che fu loro concesso di mantenere la loro fede ariana. I reggimenti nei quali erano reclutati i Foederati prendevano il nome di tagmata ed erano sotto il controllo di optiones. Sembra che i Foederati fossero costituiti prevalentemente di cavalieri e che quelli di stanza a Costantinopoli fossero sotto il comando di un Comes Foederatum. I Foederati spesso agivano in concerto con i Comitatenses dell'esercito mobile in campagne militari, ma potevano essere anche impiegati nella difesa delle province di frontiera come truppe di guarnigione, venendo quindi posti in quest'ultimo caso sotto il comando dei duces frontalieri. I Foederati, nell'accezione del VI secolo, erano considerate truppe scelte, e lo Strategikon attribuito all'imperatore Maurizio li poneva addirittura al secondo posto per importanza, secondi solo ai bucellarii.
Le origini di questo cambiamento di significato non sono certe. Secondo un frammento di Olimpiodoro:
(Olimpiodoro di Tebe, frammento 7 (Muller).)
Il frammento di Olimpiodoro, per il resto oscuro, potrebbe implicare che per Foederati non si intendevano unicamente i contingenti irregolari di barbari reclutati tra le tribù insediate all'interno dei confini in seguito a un trattato, ma anche bande miste di mercenari barbari di differenti etnie sotto il comando di un comandante barbaro, come per esempio Saro, che accettavano di combattere per Roma come volontari. Una legge del 406, in cui Onorio esorta gli schiavi di comitatenses, foederati e dediticii ad arruolarsi nell'esercito, potrebbe riferirsi proprio a queste bande miste di mercenari barbari. Sinesio, intorno al 410, narra che in Cirenaica vi erano alleati barbari unnigardi sotto il comando di un generale romano, Anisio, e che ricevevano cavalli, armi e paga dal governo romano. La vita di Daniele lo Stilita narra che una banda di Barbari proveniente dalla Gallia fu reclutata dall'imperatore d'Oriente Leone e il capo di questi mercenari, Tito, ricevette il titolo di comes; tuttavia andrebbe fatto notare che i mercenari barbari di Tito vengono chiamati dalla fonte buccellarii. Sembrerebbe che queste bande di alleati barbari furono gradualmente integrati nell'esercito regolare, e da essi si sarebbero originati i Foederati nell'accezione del VI secolo.
Le tribù alleate dell'impero che fornivano a esso contingenti militari in cambio di denaro o dello stanziamento in un territorio, ovvero i foederati nell'accezione del IV secolo, avevano cambiato denominazione in socii o symmachoi, ovvero alleati.
Mentre i foederati del VI secolo erano diventate truppe affidabili e ben integrate nell'esercito, non era altrettanto vero per i symmachoi (alleati), spesso accusati dalle fonti di inaffidabilità e di tradimento: Procopio di Cesarea, in particolare, accusa Giustiniano di comprare delle inconcludenti alleanze con queste popolazioni barbariche, spesso controproducenti in quanto le loro sempre più esorbitanti richieste di denaro aumentavano di pari passo con le concessioni ottenute, e spesso a ciò non corrispondeva a un aumento delle prestazioni. Procopio addirittura narra che gli Unni, dopo avere ricevuto immensi donativi da Giustiniano che pensava così di farseli alleati, avrebbero smaniato di impadronirsi delle ricchezze dell'impero saccheggiandolo, e avrebbero sobillato altre genti barbare a invaderlo anch'esse, informandoli delle enormi ricchezze dello Stato bizantino. Da ciò sarebbe nato un circolo vizioso di sempre più popolazioni che intendevano impadronirsi delle ricchezze dell'impero «ricevendo sostanze dall'imperatore o saccheggiando l'impero romano o esigendo il riscatto dei prigionieri di guerra e vendendo le tregue». Procopio, nella Storia segreta, accusa addirittura Giustiniano di impedire ai suoi soldati di attaccare gli incursori barbari mentre si ritiravano con il bottino, in quanto sperava che, non attaccandoli, se li sarebbe fatti alleati; in un'occasione, addirittura, l'imperatore avrebbe punito dei contadini che avevano osato, contrariamente alle sue disposizioni, autodifendersi dalle incursioni attaccando i barbari e riuscendo a recuperare parte del bottino (che poi, per ordine di Giustiniano, sarebbe stato addirittura restituito ai saccheggiatori dell'impero).
Non va dimenticato, certo, che in taluni casi (come quello dei Ghassanidi) queste alleanze con le popolazioni barbariche confinanti potessero rivelarsi addirittura utili allo Stato bizantino, ma nella maggioranza dei casi provocavano più danni che benefici. Talvolta i barbari alleati diventavano ostili all'impero, violando i trattati e saccheggiando lo stesso territorio imperiale che essi in teoria dovevano concorrere a difendere, e Giustiniano era costretto a lanciare spedizioni punitive contro di essi; altre volte l'imperatore usava la diplomazia per dividere i nemici, mettendoli uno contro l'altro.
Procopio usa inoltre il termine enspondoi per indicare gli alleati barbari che ricevevano terre all'interno dell'impero in cambio dei loro servigi e che servivano sotto i loro capi e non sotto ufficiali romani. Procopio cita l'esempio di alcuni Slavi che furono insediati in una fortezza sul basso corso del Danubio da Giustiniano in cambio del loro impegno a combattere gli Unni:
(Procopio di Cesarea, Storia delle guerre, VII,14.)
Anche un gruppo di duemila Cutriguri insediato in alcuni distretti della Tracia vengono denominati enspondoi dalle fonti:
(Procopio di Cesarea, Storia delle guerre, VIII,11.)